# ۲۰۲۰

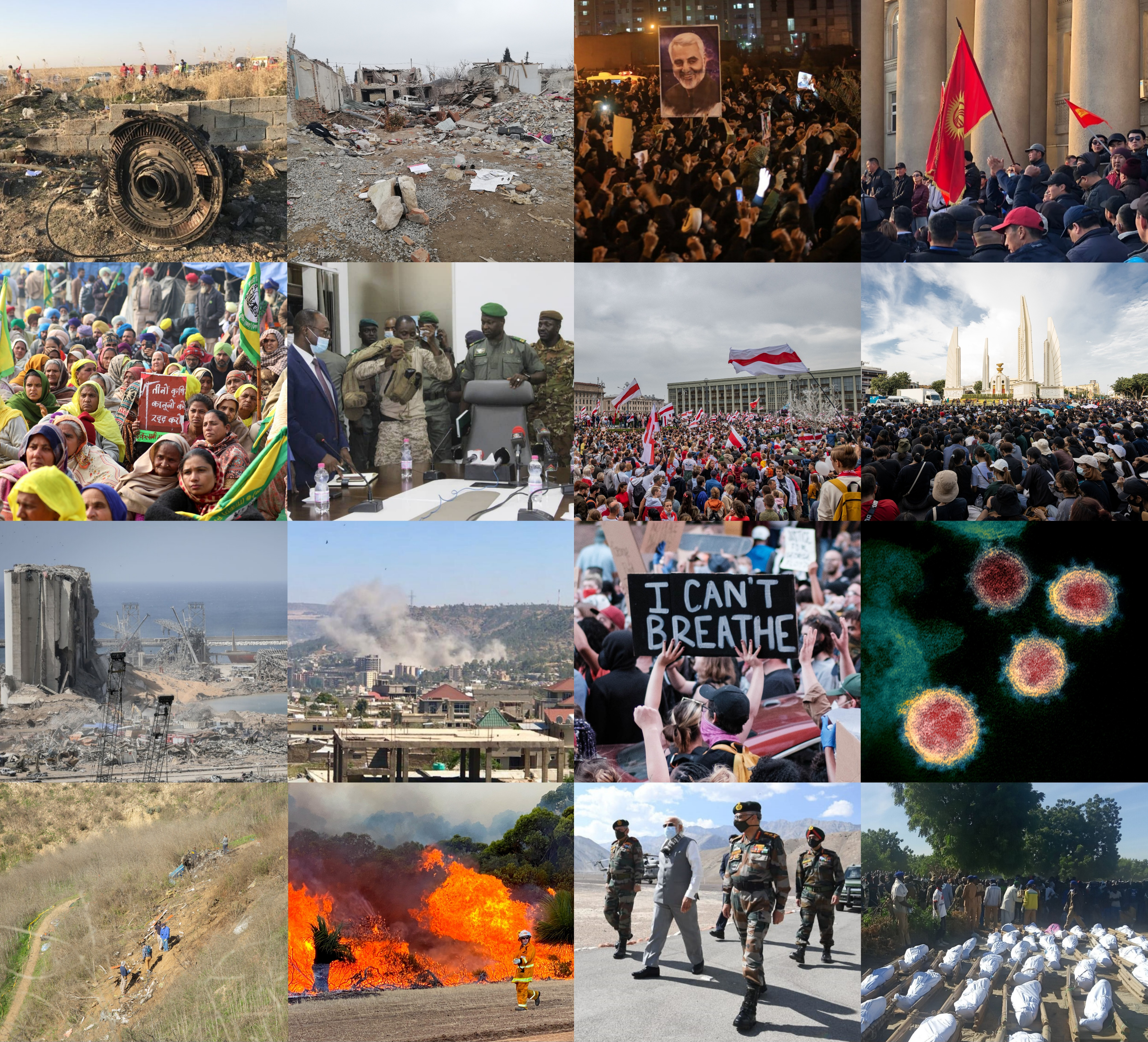
رویدادهای مهم سال ۲۰۲۰

سال ۲۰۲۰ این سال بیستمین سال از هزاره سوم، بیستمین سال قرن بیست و یکم و سال اول دهه ۲۰۲۰ است.
سال ۲۰۲۰ توسط سازمان بهداشت جهانیسال پرستار و ماما تعیین شده‌است. سازمان ملل متحد سال ۲۰۲۰ را به عنوان سال بین‌المللی بهداشت گیاهان اعلام کرد. ۲۰۲۰ توسط کمسیون بین‌المللی آکوستیک به عنوان سال بین‌المللی صدا تعیین شده‌است.
دنیاگیری ۲۰–۲۰۱۹ کروناویروس منجر به اختلال شدید در اقتصادی اقتصادی جهانی شده‌است.

## نام‌گذاری‌ها
- مجمع عمومی سازمان ملل سال ۲۰۲۰ را به عنوان «سال جهانی بهداشت گیاهان» (IYPH) نامگذاری و اعلام کرد.[۵]
- طبق اعلام سازمان جهانی بهداشت سال ۲۰۲۰ در زمینه تقویت پرستاری و مامایی برای پوشش بهداشت جهانی قابل توجه است و به همین خاطر آن را «سال پرستار و ماما» نامیده‌است.[۶]
- «سال بتهوفن»، به مناسبت ۲۵۰مین زادروز لودویگ فان بتهوون[۷]
- سال ۲۰۲۰ به عنوان «سال جهانی صدا» توسط کمیسیون بین‌المللی آکوستیک تعیین شده‌است.[۸]

## رویدادها

### ژانویه
- اجرای حکم آرمان عبدالعالی ؛ دوست ، قاتل و عامل جنایت قتل غزاله شکور و نهایتا تعویق آن در پی مهلت دادن اولیای دم [۹]
- ۲ ژانویه – اعلام یک وضعیت اضطراری به دلیل آتش‌سوزی جنگل‌های استرالیا (۲۰-۲۰۱۹).[۱۰][۱۱][۱۲]
- ۳ ژانویه – بحران خلیج فارس: حمله هوایی ۲۰۲۰ به فرودگاه بین‌المللی بغداد و کشته شدن قاسم سلیمانی.[۱۳][۱۴]
- ۵ ژانویه – جنگ داخلی لیبی (۲۰۱۴–اکنون): رئیس‌جمهور ترکیه رجب طیب اردوغان اعلام کرد که نیروهای ترکیه به نمایندگی از سازمان ملل متحد به لیبی اعزام خواهد شد.[۱۵]
- ۷ ژانویه – کشته شدن ۵۶ تن و بیش از ۲۰۰ مجروح در ازدحام مراسم تشییع جنازه قاسم سلیمانی در شهر کرمان، ایران.[۱۶]
- ۸ ژانویه
  - حمله موشکی ایران به نیروهای آمریکایی در عراق و مجروح شدن چند نفر از پرسنل پایگاه آمریکا.[۱۷]
  - کشته شدن ۱۷۶ در ساقط کردن پرواز شماره ۷۵۲ هواپیمایی بین‌المللی اوکراین.[۱۸]
- ۹ ژانویه
  - سیاره circumbinary به نام TOI 1338-b کشف شده‌است.[۱۹]
  - حمله داعش به یک پایگاه نظامی در نیجر و کشته شدن حداقل 89.[۲۰]
- ۱۰ ژانویه –مرگ قابوس بن سعید، در سن ۷۹ سالگی و قسم خوردن هیثم بن طارق آل سعید به عنوان جانشین او.[۲۱][۲۲][۲۳]
- ۱۶ ژانویه – دادگاه استیضاح دونالد ترامپ.[۲۴]
- ۱۸ ژانویه – جنگ داخلی یمن (۲۰۱۵ تا کنون)، کشته شدن ۱۱۱ نفر در حمله موشکی هواپیماهای بدون سرنشین و در یک اردوگاه نظامی در نزدیکی مأرب.[۲۵]
- ۲۸ ژانویه – طرح معامله قرن
- ۲۹ ژانویه – توافق ایالات متحده-مکزیک-کانادا و جایگزین نفتا.[۲۶]
- ۳۰ ژانویه – دنیاگیری ۲۰–۲۰۱۹ کروناویروس: اعلام وضعیت اضطراری بهداشت عمومی توسط سازمان جهانی بهداشت.[۲۷][۲۸][۲۹]
- ۳۱ ژانویه – خروج بریتانیا و جبل الطارق به‌طور رسمی از اتحادیه اروپا.[۳۰]

### فوریه
- ۱۱ فوریه - سازمان بهداشت جهانی (WHO) بیماری بیماری کروناویروس ۲۰۱۹ COVID-19 را نامگذاری کرد.[۳۱][۳۲]
- ۱۳ فوریه - ناسا مطالعه مفصلی دربارهٔ آلتیما ثولی، دورترین جسمی که تاکنون توسط یک فضاپیما کاوش شده‌است ، منتشر کرد که افق‌های نو در سفر خود از طریق کمربند کویپر از آن عبور کرد.[۳۳][۳۴][۳۵]
- ۲۷ فوریه - سقوط بورس اوراق بهادار ۲۰۲۰: شاخص متوسط صنعتی داو جونز (DJIA) با ۱۱۱۹۵٫۹۵ امتیاز یا ۴/۴ درصد کاهش به ۲۵۷۶۶٫۶۴ می‌رسد که بزرگ‌ترین نقطه یک روزه آن در آن زمان است. این به دنبال چندین روز سقوط بزرگ، بدترین هفته برای شاخص از بحران مالی ۲۰۰۸-۲۰۰۷، ناشی از ترس از گسترش کروناویروس COVID-19 است.[۳۶]
- ۲۸ فوریه - کشته شدن ۳۳ سرباز ترکیه در حمله هوایی نیروهای دولتی طرفدار سوریه در جریان جنگ داخلی سوریه و دیدار سفیران ناتو در شورای اقیانوس اطلس شمالی.[۳۷][۳۸][۳۹]
- ۲۹ فوریه - توافق‌نامه صلح مشروط بین ایالات متحده و طالبان در دوحه، قطر به امضا رسید.[۴۰] ایالات متحده از ۱۰ مارس به تدریج خارج کردن نیروها از افغانستان را آغاز می‌کند.[۴۱]

### آوریل
سپتامبر
۱ _ آخرین محاکمه آرمان عبدالعالی ؛ دوست ،قاتل و عامل جنایت قتل غزاله شکور در دادگاه _ ۱۲ سپتامبر
نوامبر
- ۱۴ نوامبر آغاز برنامه ایبو شو با اجرای ابراهیم تاتلیسس پس از 9 سال در شبکه تلویزیونی استار تی وی ترکیه

## برنامه‌های پیش‌بینی شده و برنامه‌ریزی شده

### برنامه‌ریزی شده
- ۷ مه - پیش‌بینی می‌شود اولین پرواز از فضاپیمای دراگون ۲ آغاز شود.[۴۲]
- ۱۷ ژوئیه - مأموریت مریخ ۲۰۲۰ برای مطالعه قابل سکونت بودن مریخ.[۴۳]
- ۱۸ اکتبر - مسابقات جام جهانی T20 آقایان 2020 ICC در هشت شهر در استرالیا برگزار می‌شود.[۴۴]
- ۲۰ اکتبر - اکسپو ۲۰۲۰ در دبی افتتاح می‌شود.[۴۵]
- ۳۱ دسامبر - به دنبال خروج بریتانیا از اتحادیه اروپا، دوره انتقال فعلی برای مذاکرات دربارهٔ روابط آینده در این تاریخ منقضی شده‌است.[۴۶]

### پیش‌بینی شده
- در اوایل سال قدرت در کاوشگرهای فضایی وویجر ۱ و وویجر ۲ انتظار می‌رود که خاتمه یابد (هرچند که هر یک از این کاوشگرها می‌تواند از این تاریخ کار کند).
- مصر که بیشترین میزان ابتلا به هپاتیت C را در جهان دارد ، انتظار می‌رود این بیماری را تا سال ۲۰۲۰ ریشه کن کند.[۴۷]
- تاریخ تخمین زده شده برای سامانه ناوبری بیدو.[۴۸]
- تکمیل تخمین زده شده سیستم دفاع موشکی سپر دفاع موشکی در لهستان.[۴۹]
- لیبریا به اولین کشور جهان تبدیل خواهد شد که در ازای کمک‌های توسعه، قطع درختان خود را به‌طور کامل متوقف می‌کند - نروژ ۱۵۰ میلیون دلار به این کشور فقیر پرداخت خواهد کرد تا جلوی جنگل زدایی را تا سال ۲۰۲۰ متوقف کند.[۵۰]
- انتظار می‌رود موزه بزرگ مصر، به عنوان بزرگ‌ترین موزه باستان‌شناسی جهان تکمیل شود.[۵۱]
- انتظار می‌رود پایتخت اداری جدید مصر تکمیل شود.[۵۲]

## مرگ

### ژانویه

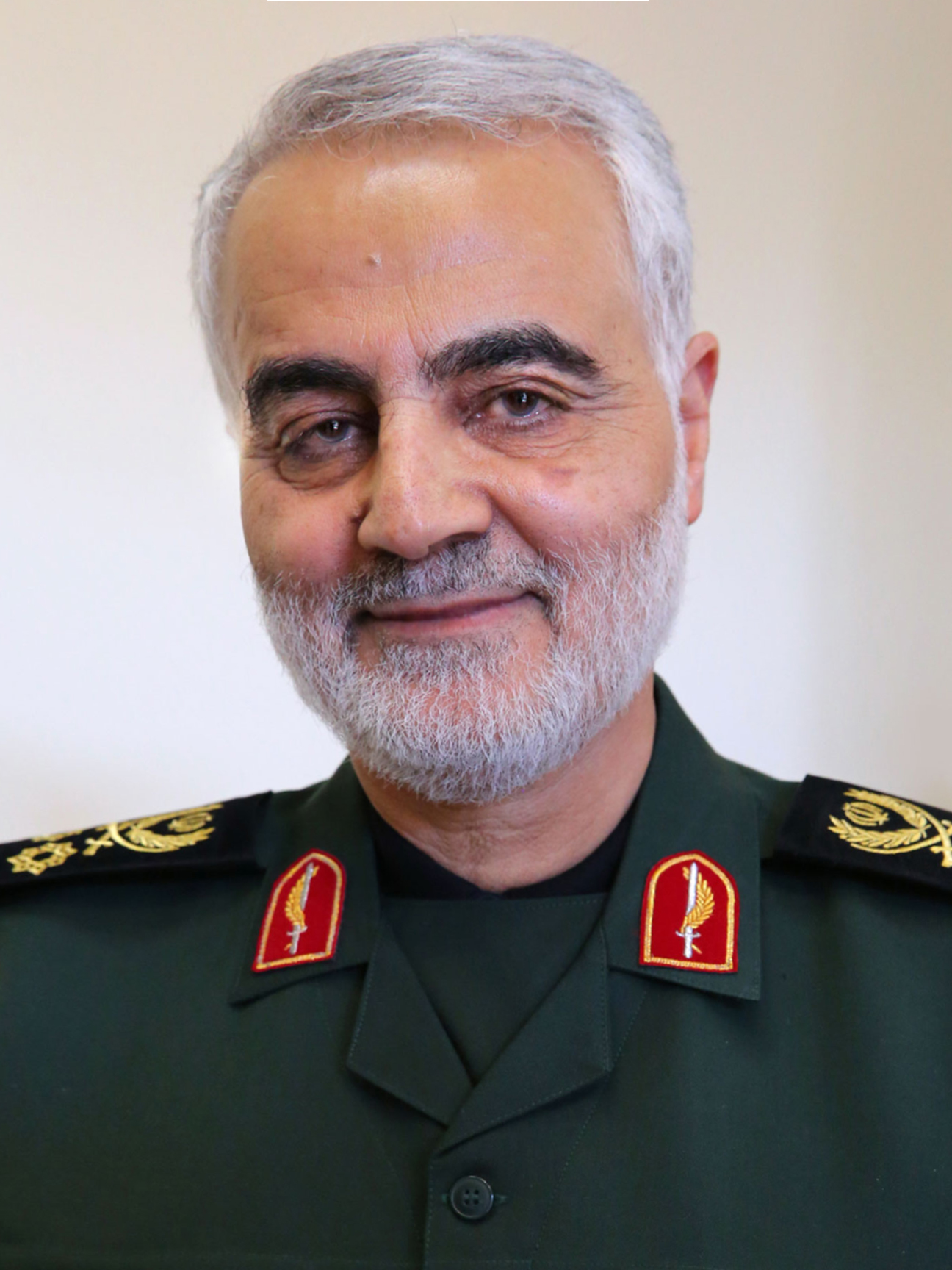
قاسم سلیمانی
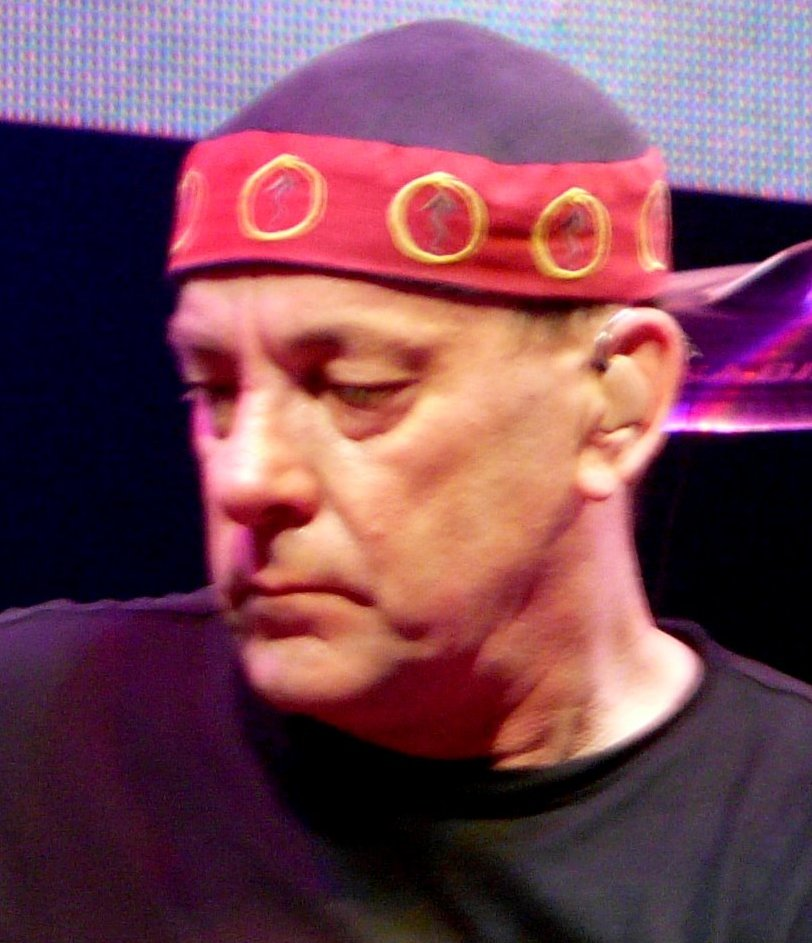
نیل پیرت
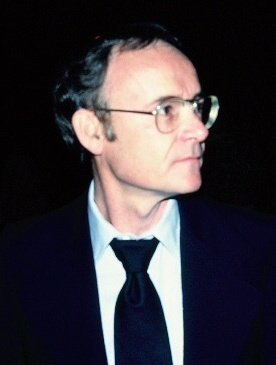
باک هنری
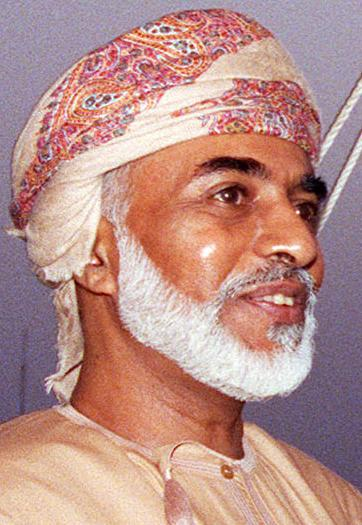
قابوس بن سعید
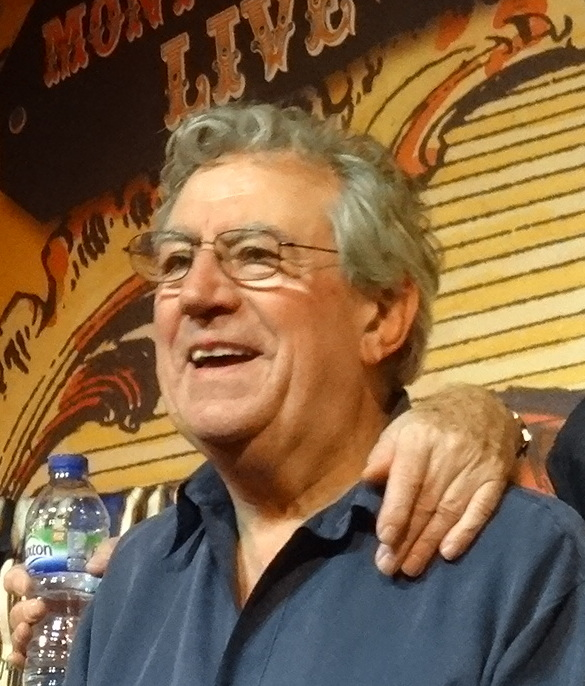
تری جونز
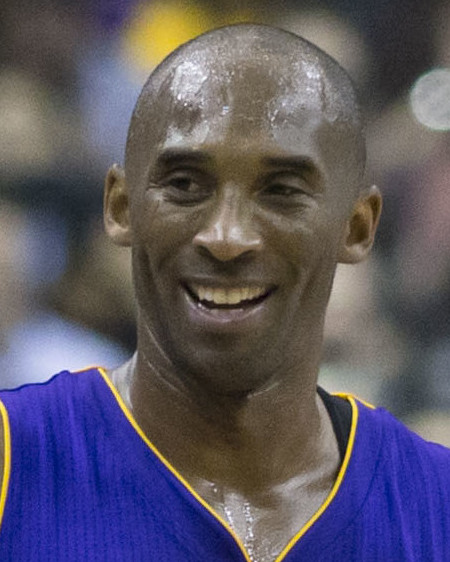
کوبی برایانت
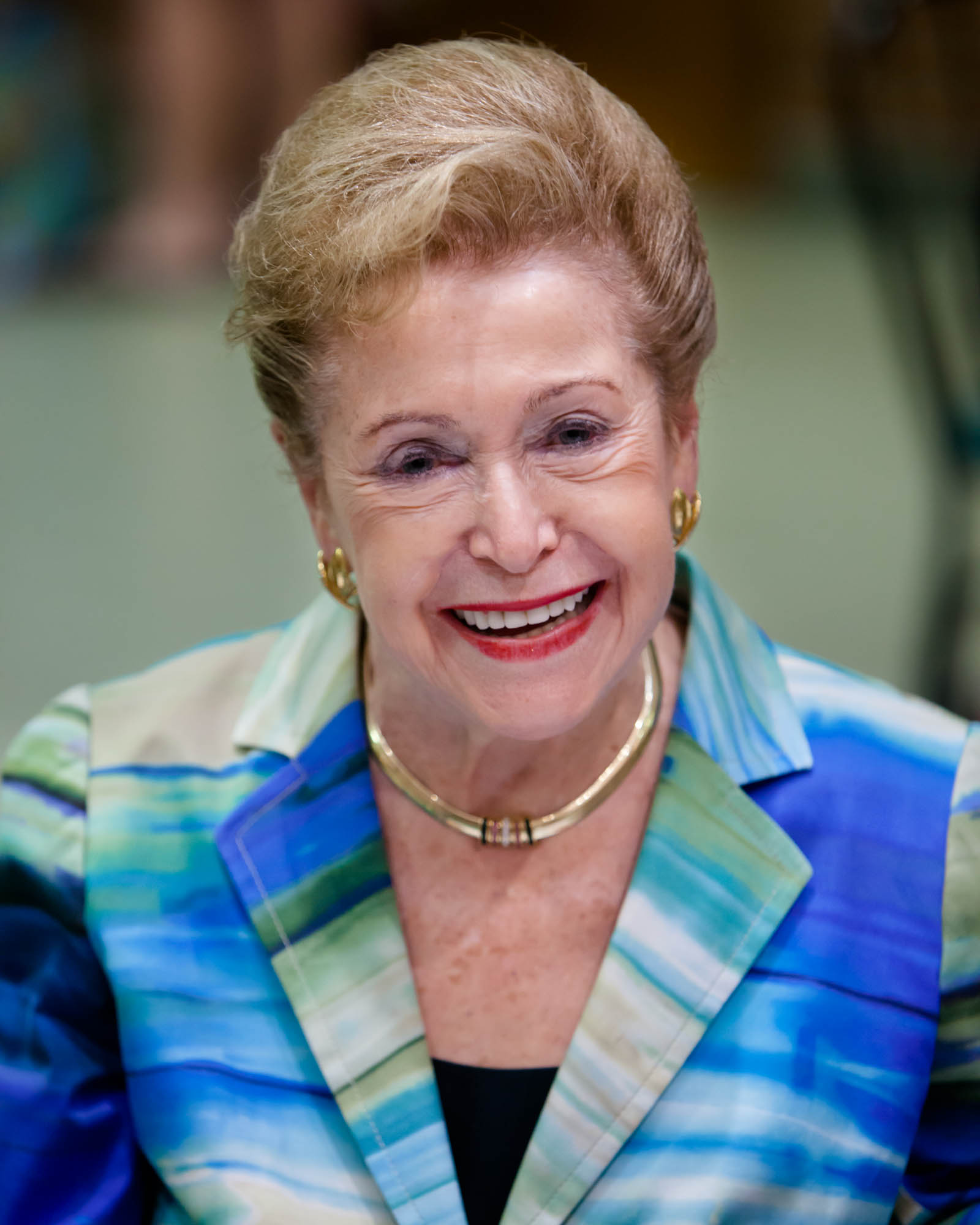
مری هیگینز کلارک

### فوریه

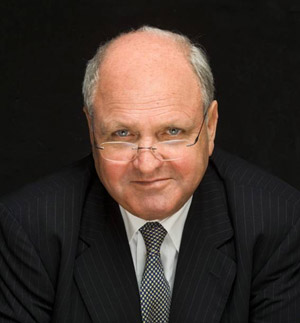
مایک مور
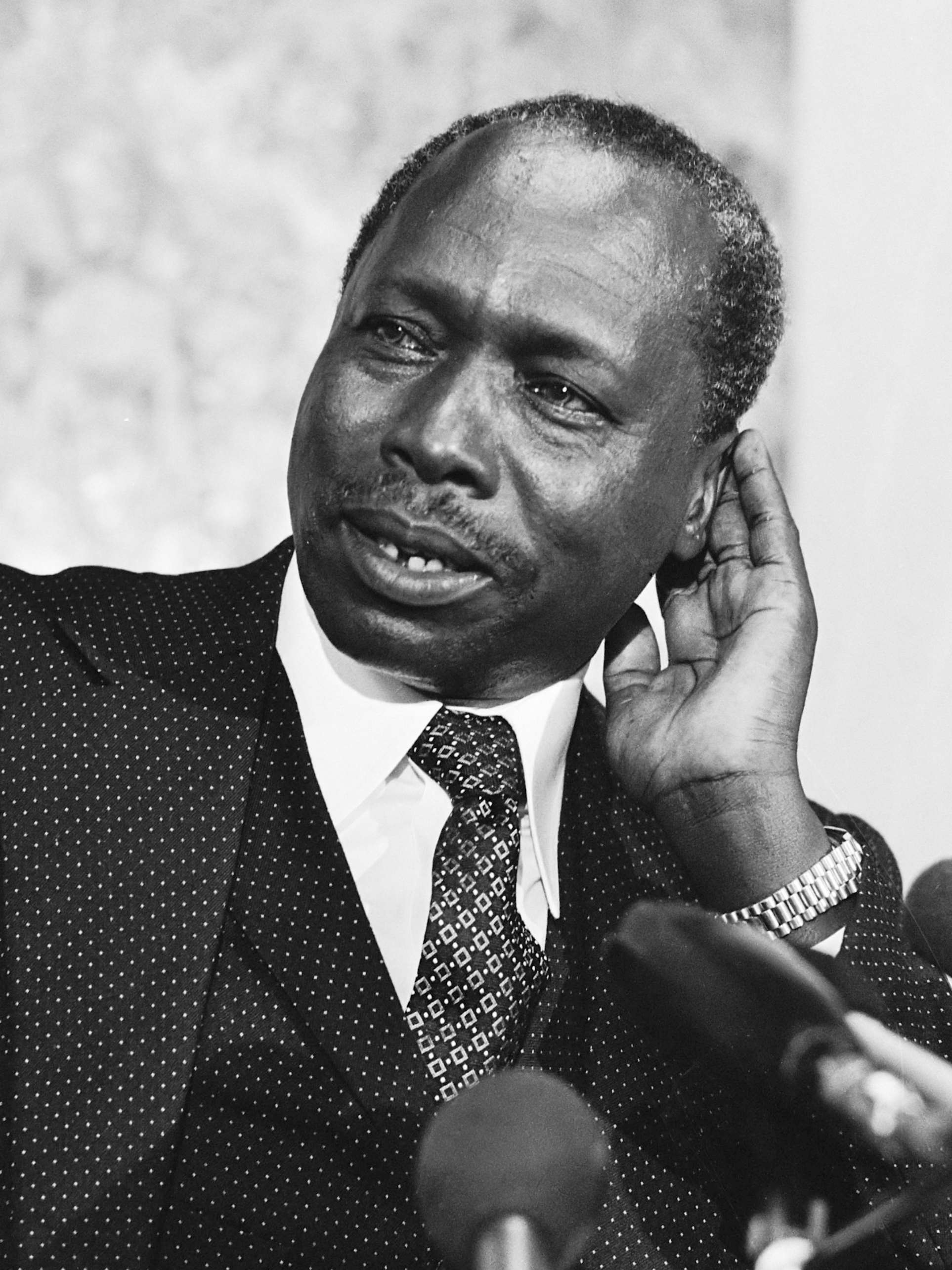
دنیل آراپ موی
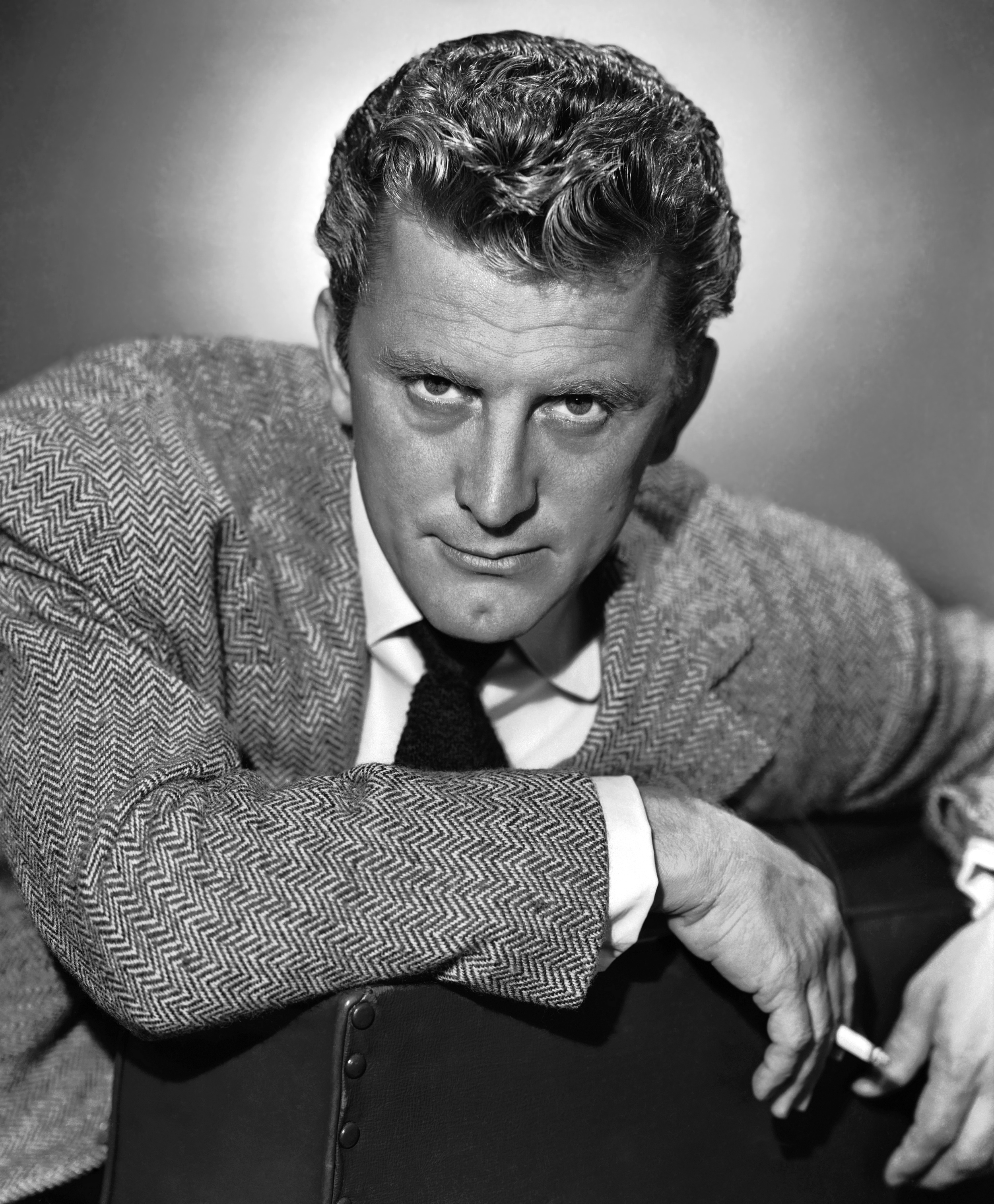
کرک داگلاس
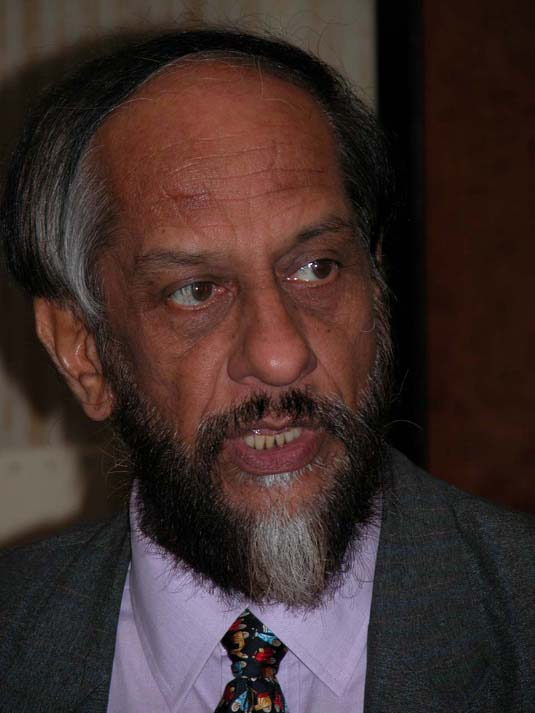
راجندرا کومار پاچاوری
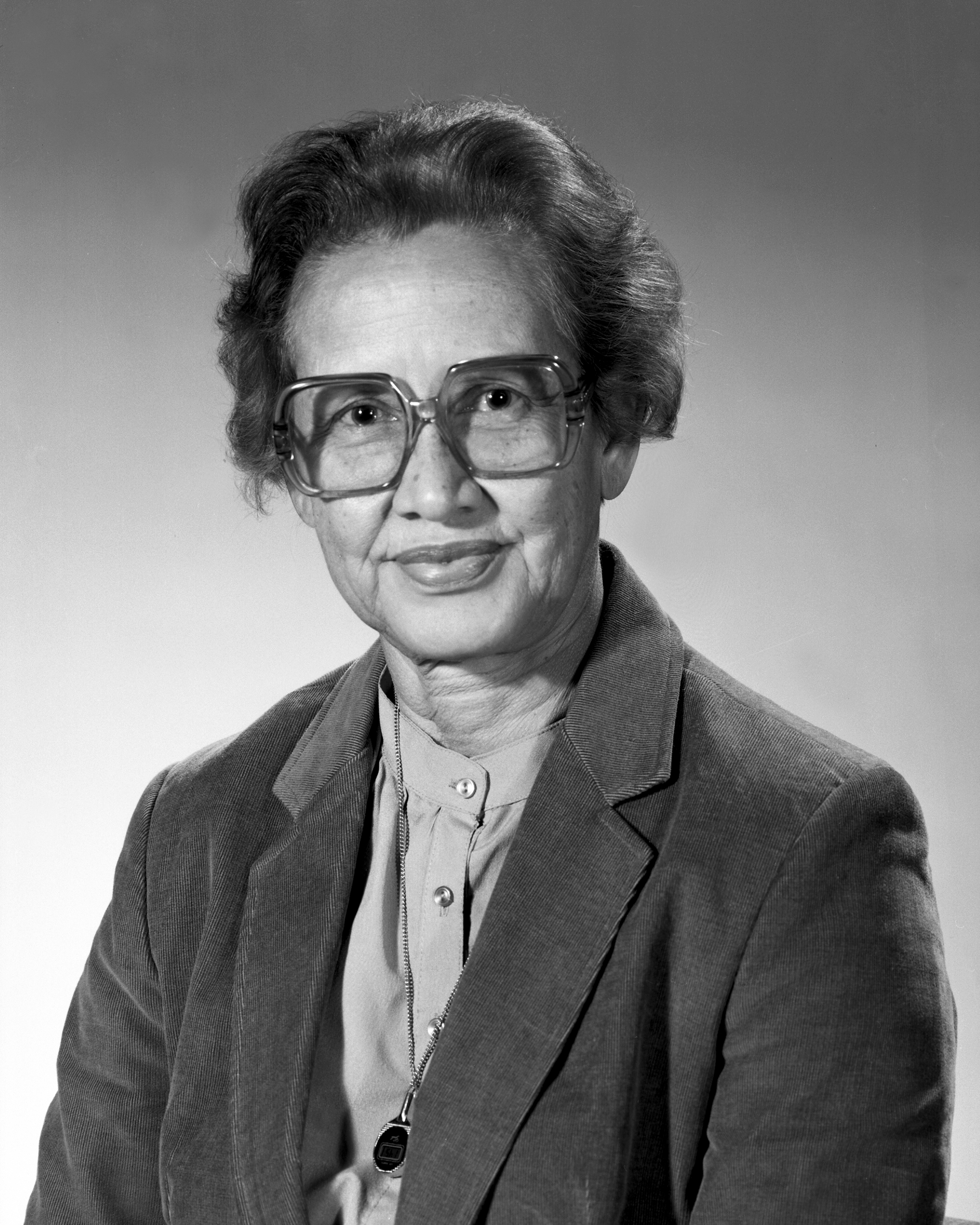
کاترین جانسون
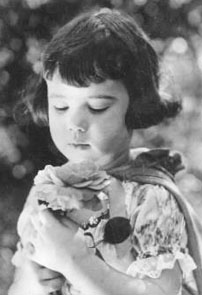
دیانا سرا کری
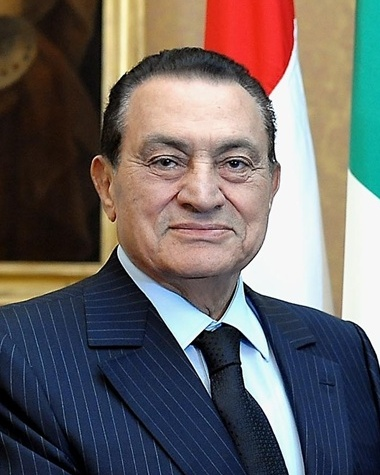
حسنی مبارک
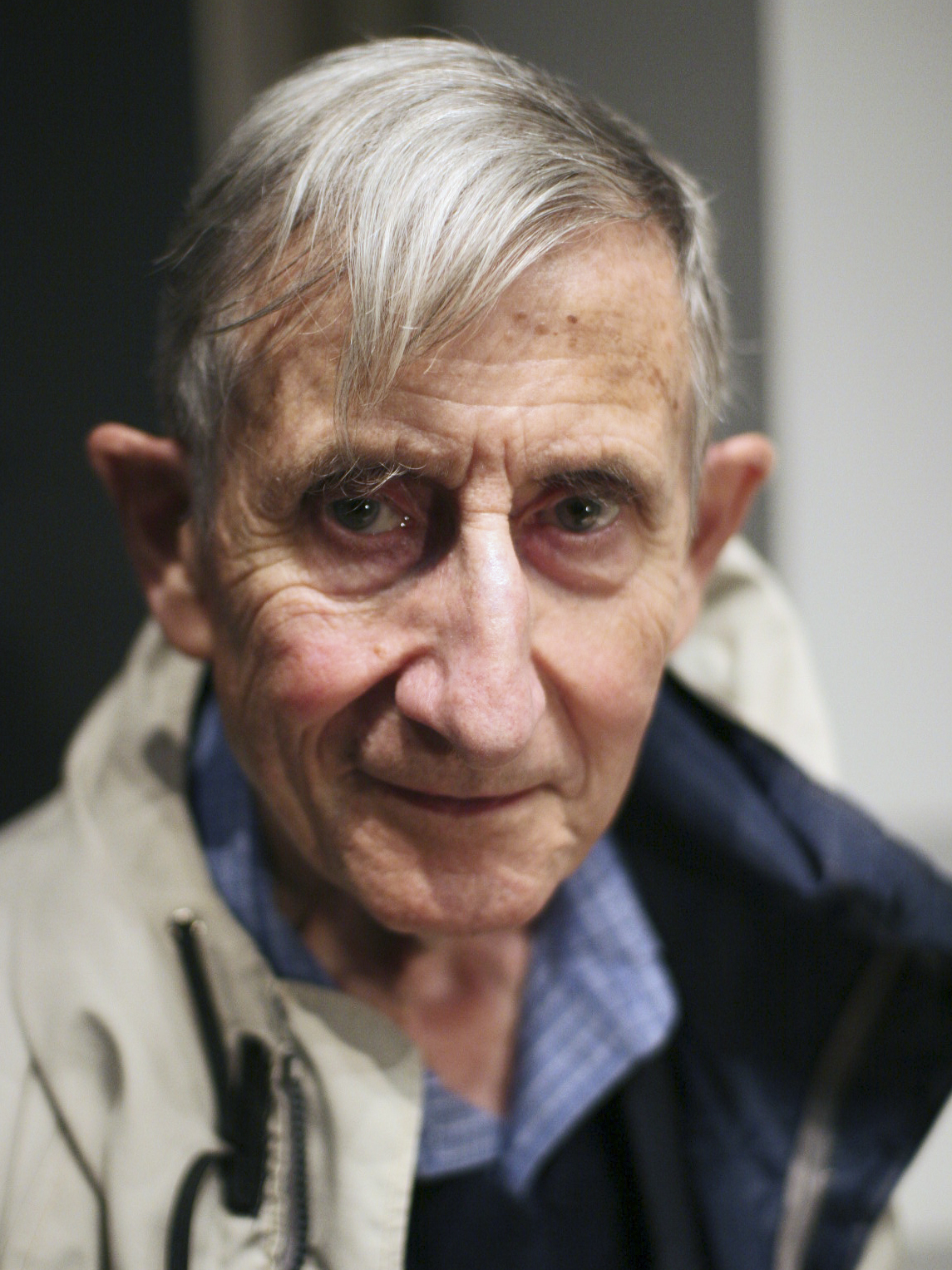
فریمن دایسون

### مارس

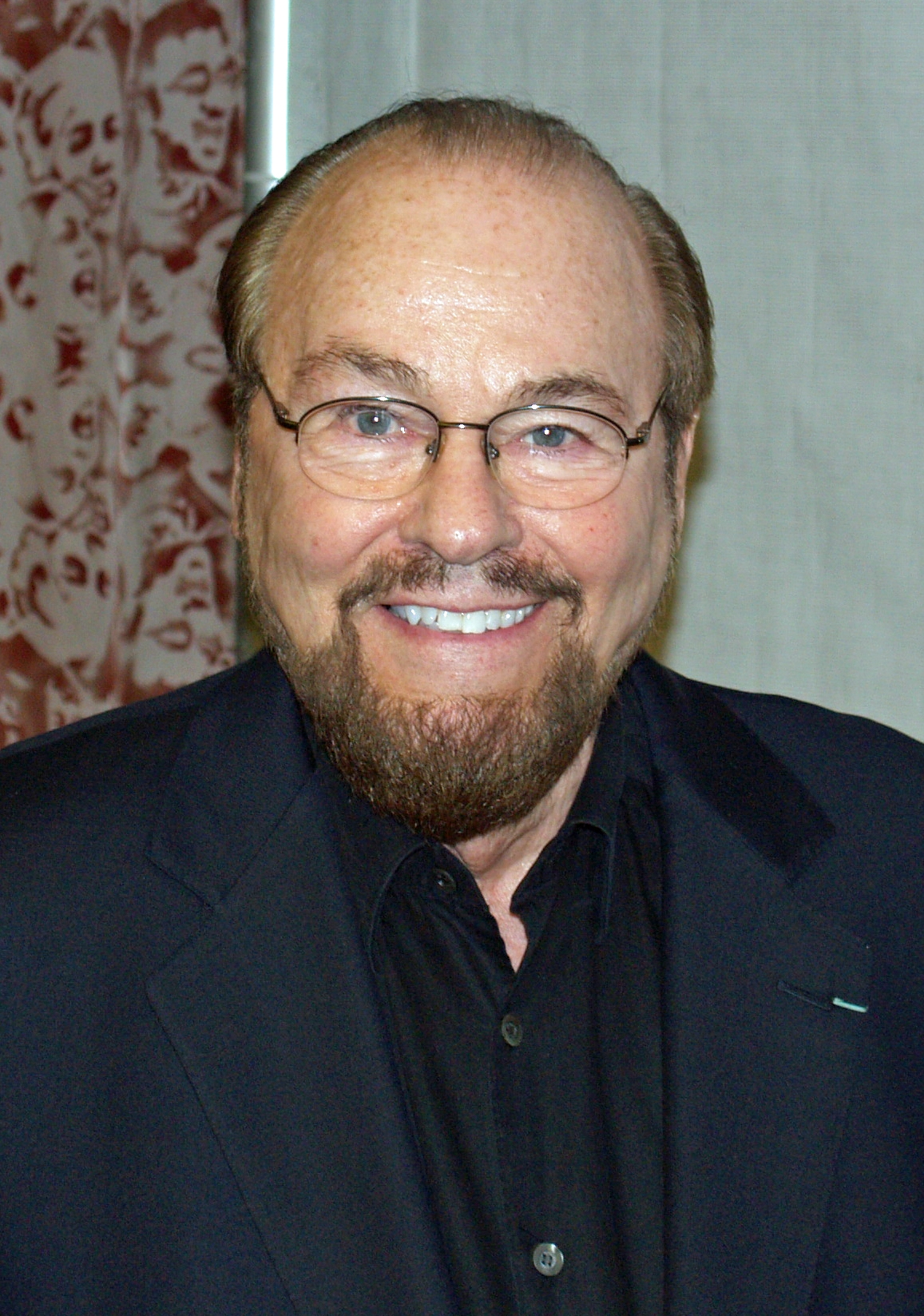
جیمز لیپتون
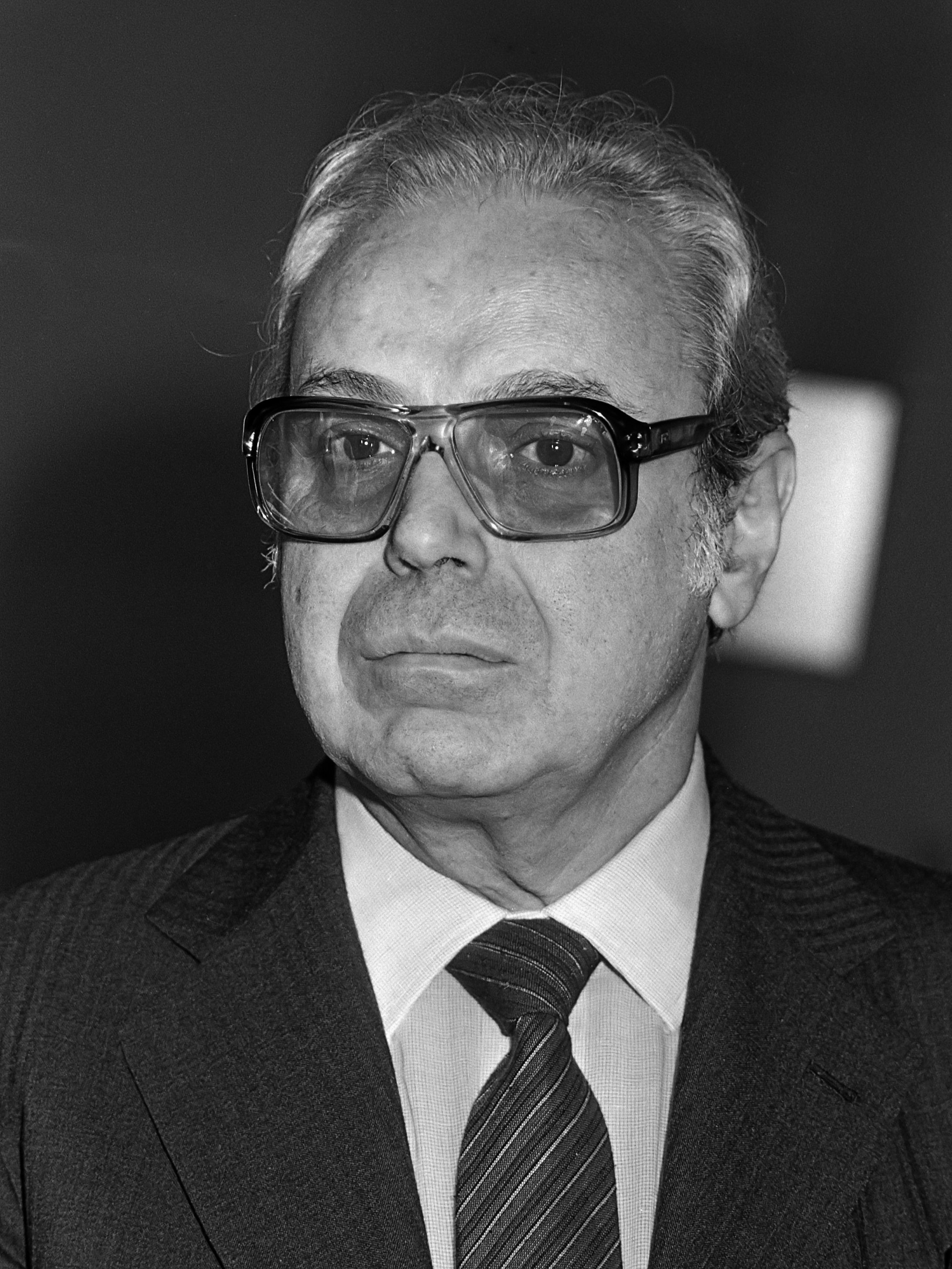
خاویر پرز دکوئیار
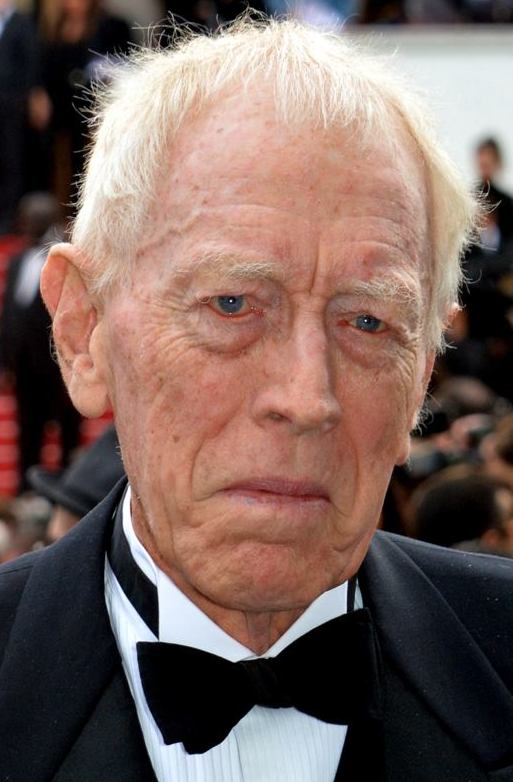
ماکس فون سیدو
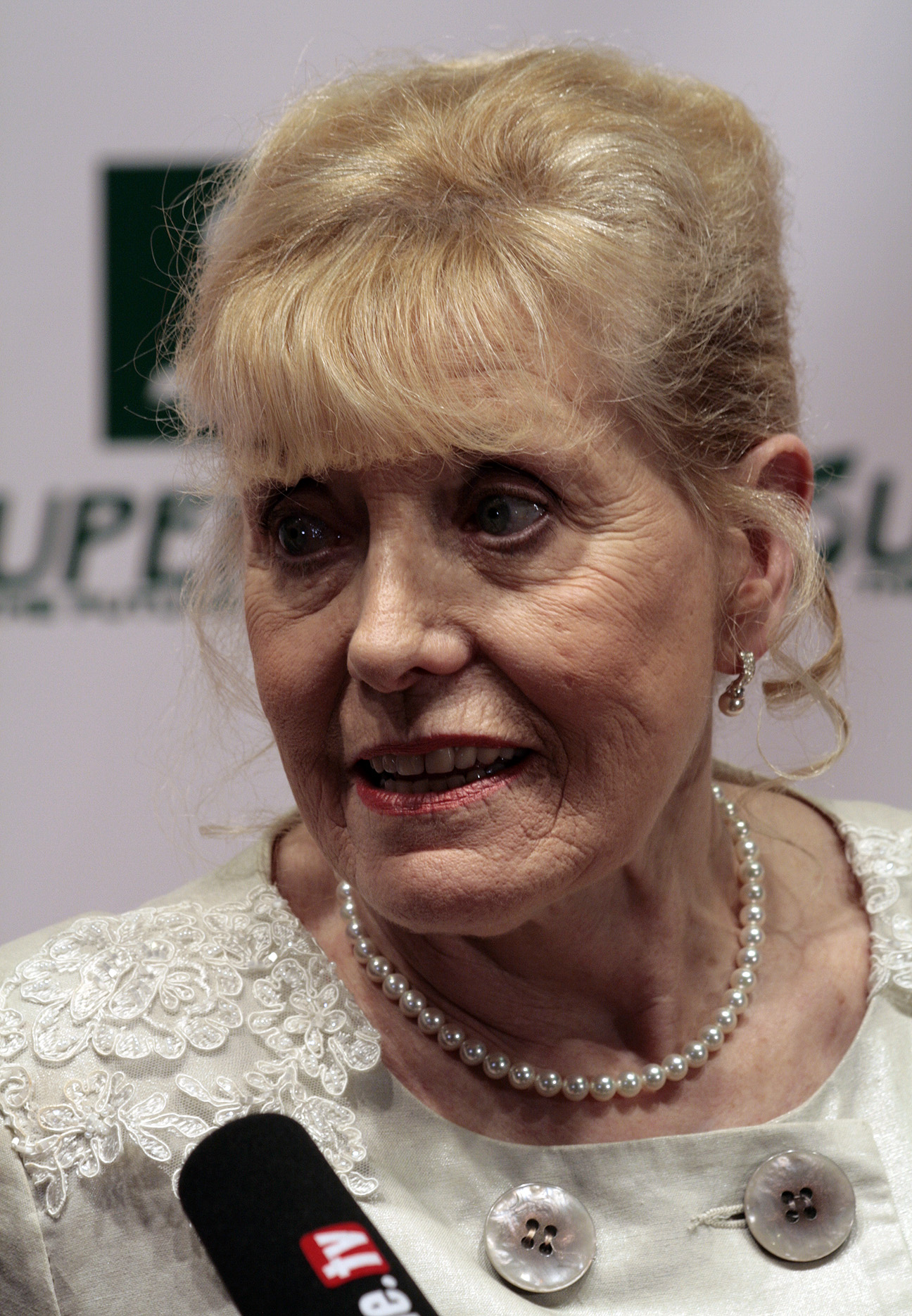
بتی ویلیامز (برنده جایزه نوبل)
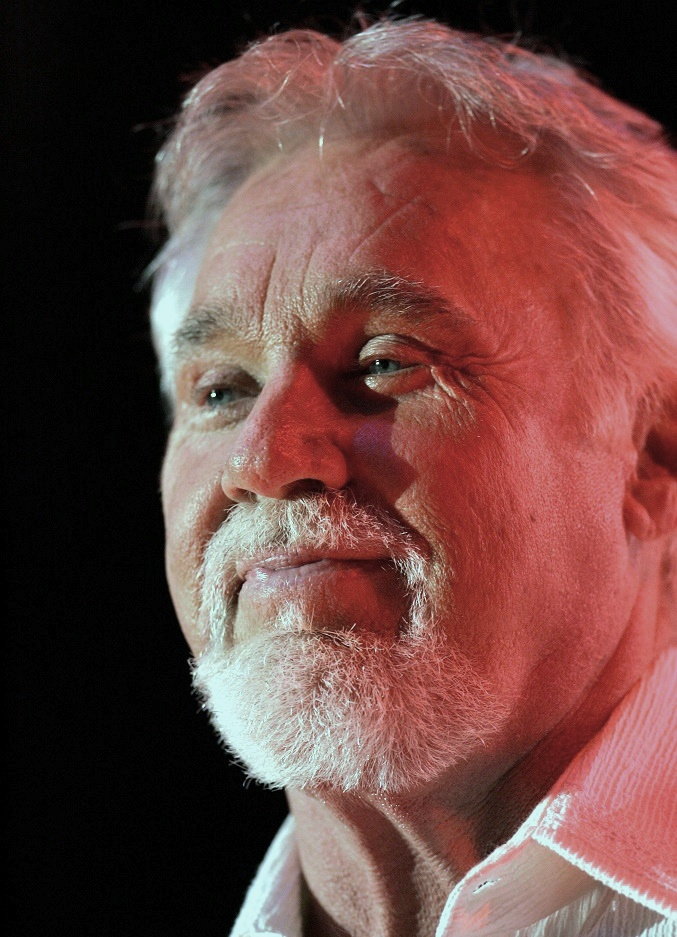
کنی راجرز
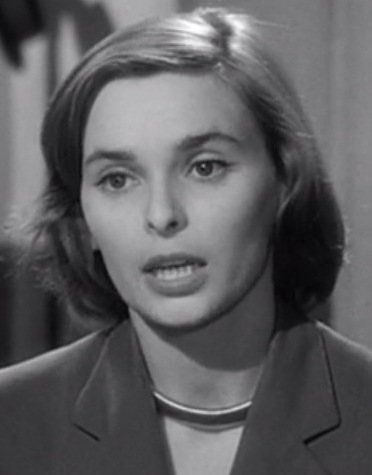
لوچا بوزه
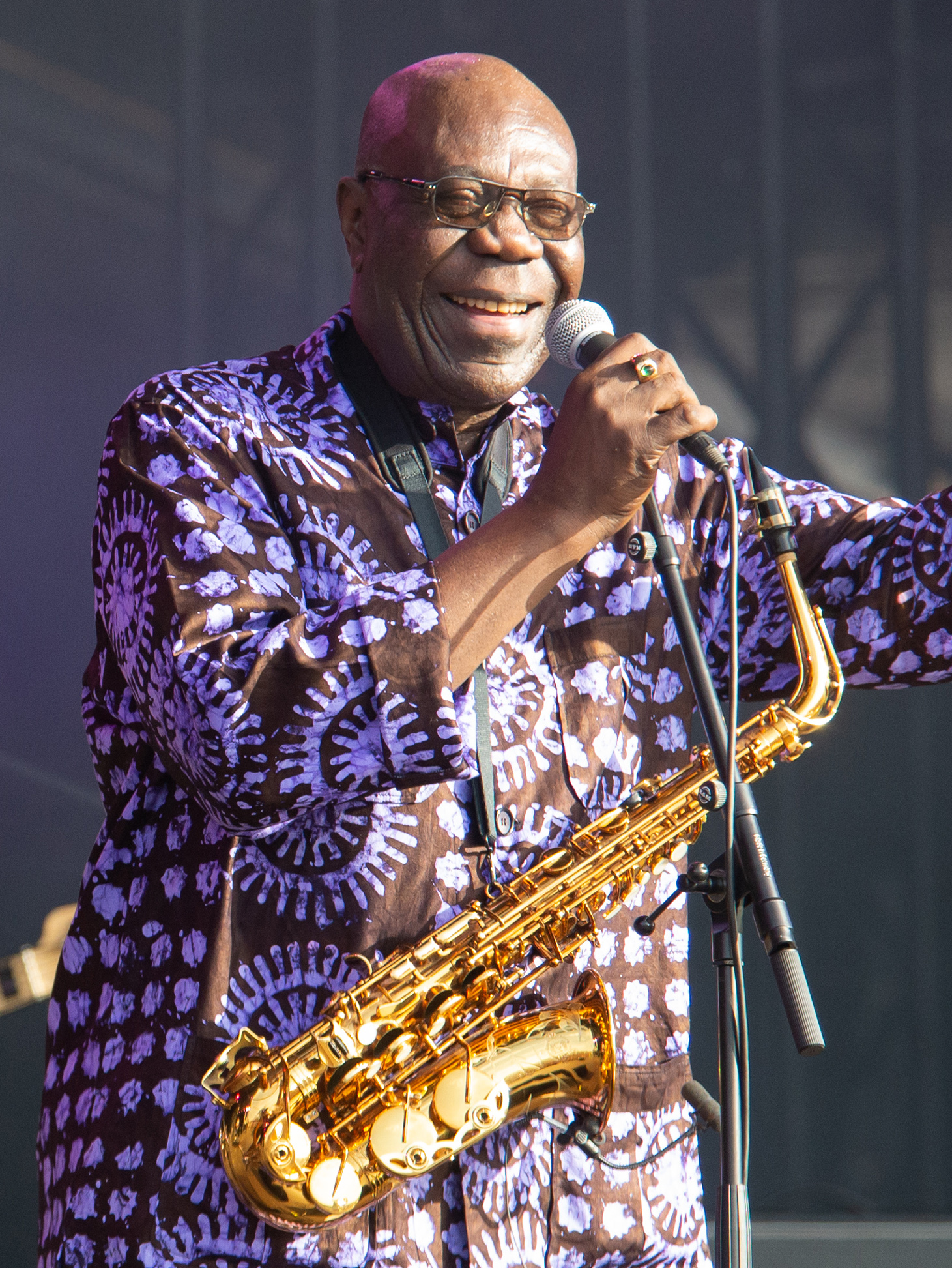
مانو دیبانگو
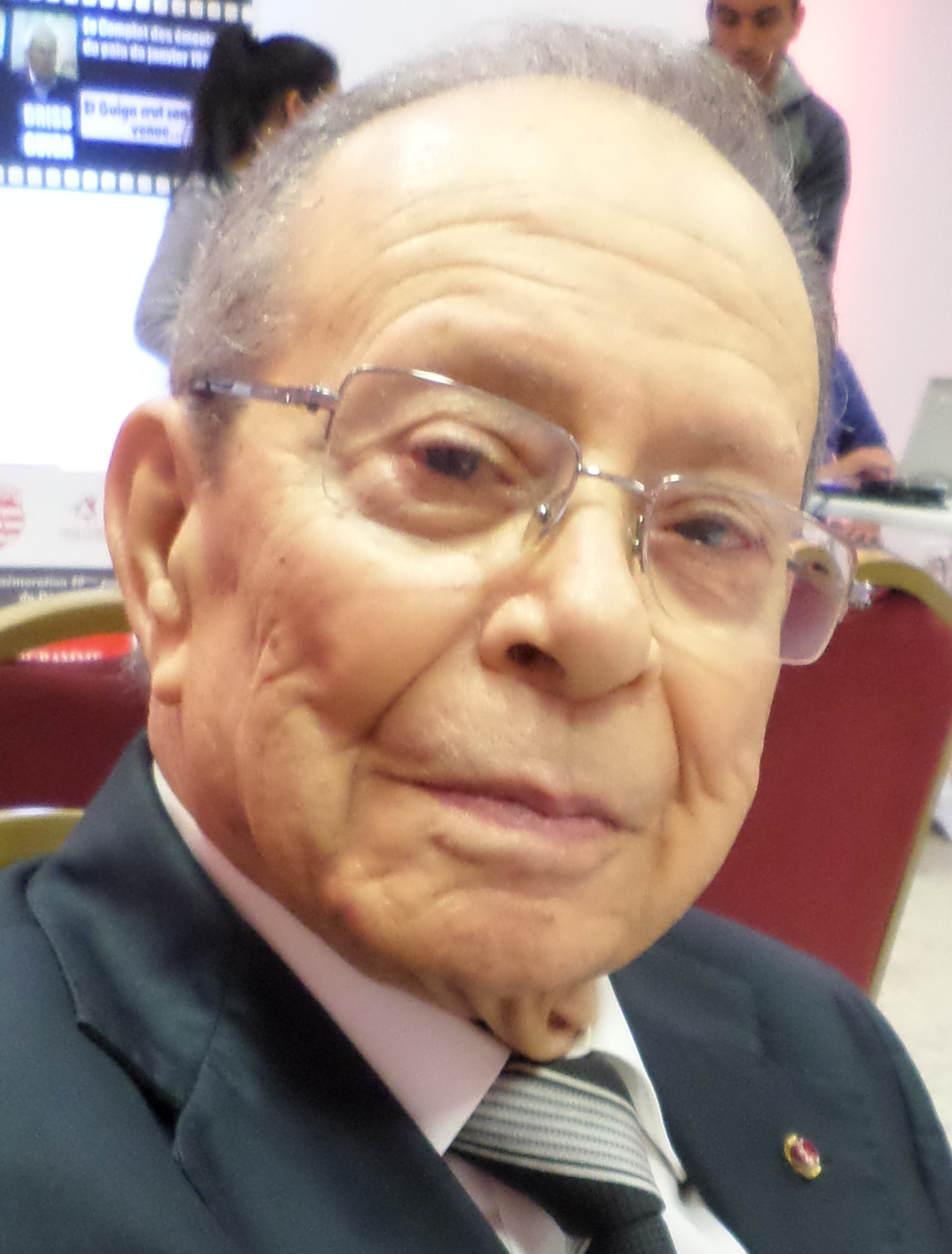
حامد القروی

### مه

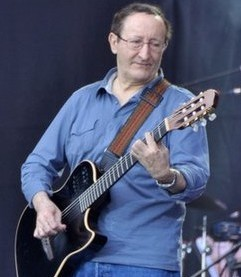
ایدیر (خواننده)
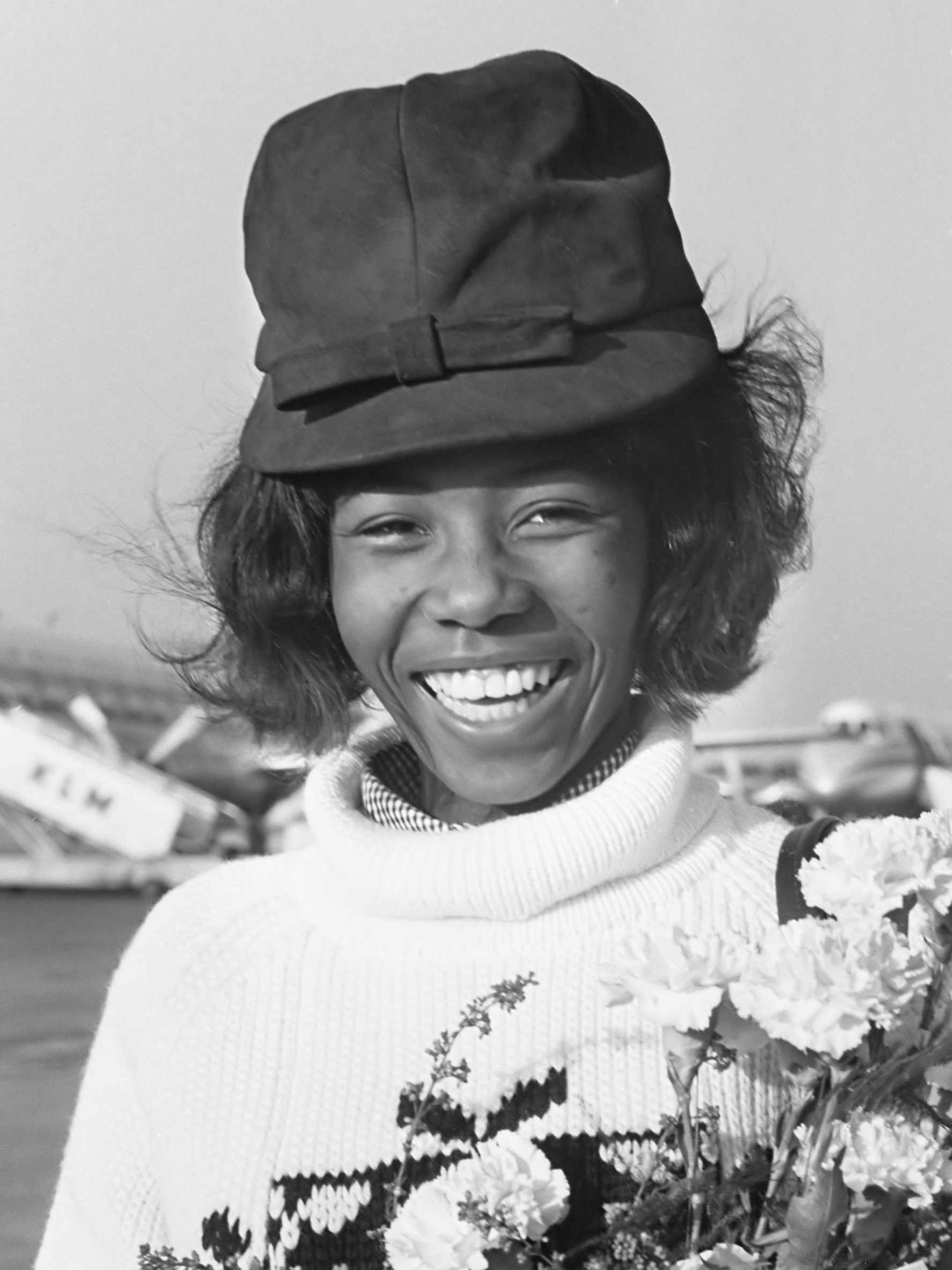
میلی اسمال
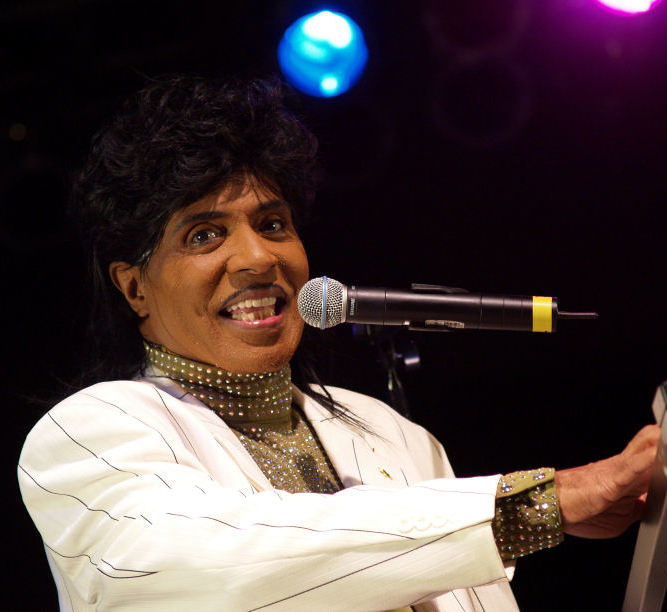
لیتل ریچارد
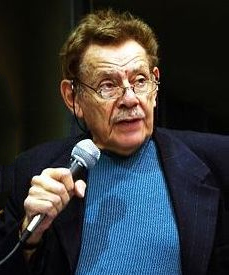
جری استیلر
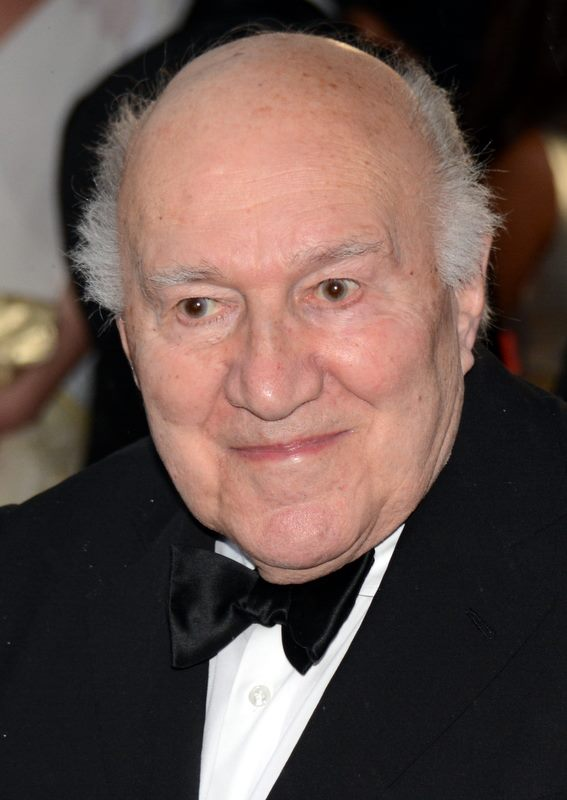
میشل پیکولی
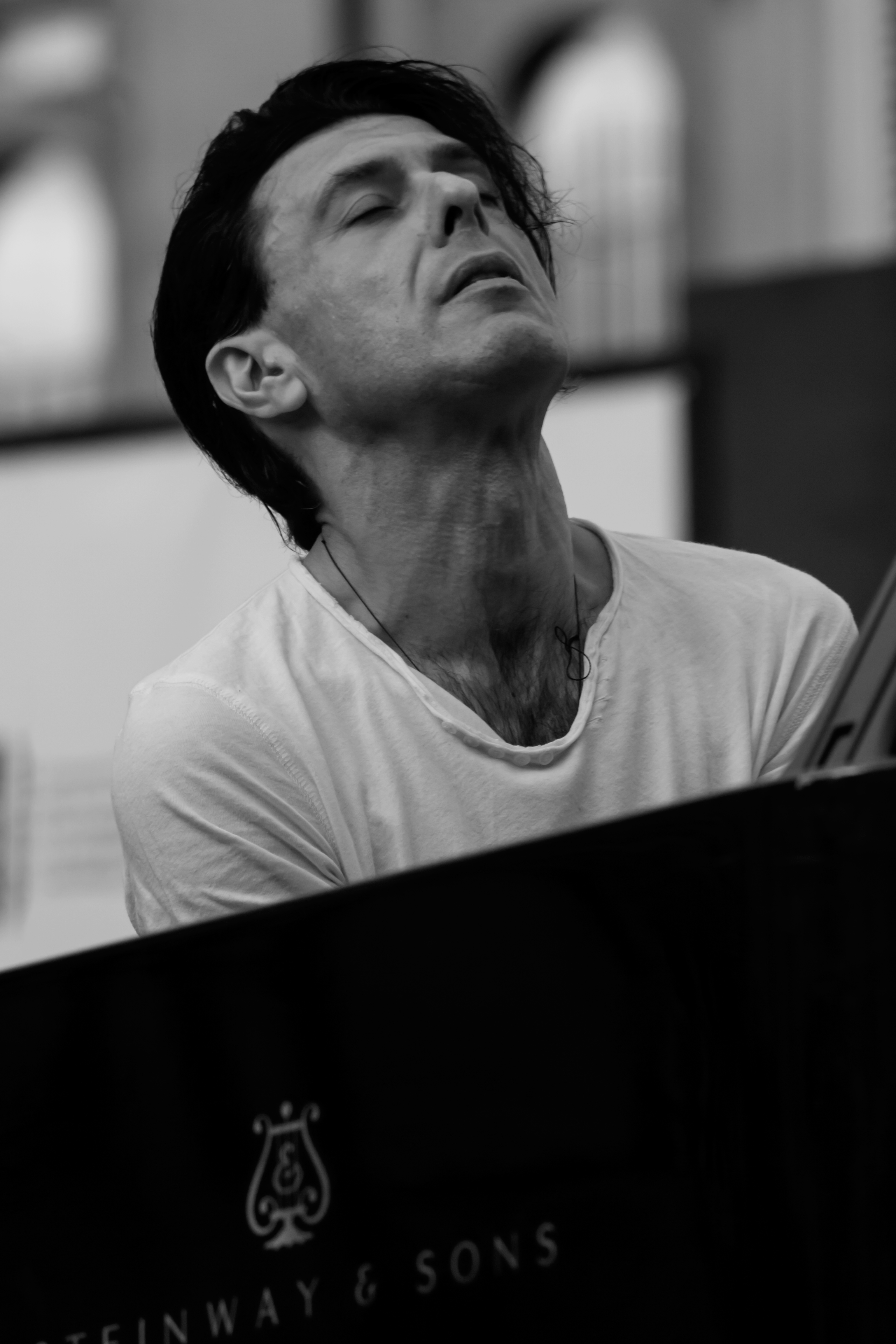
اتسیو بوسو
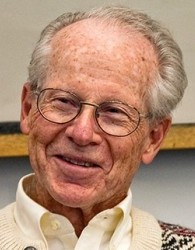
الیور ئی. ویلیامسون
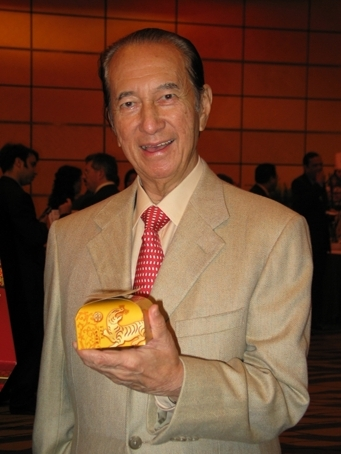
استنلی هو
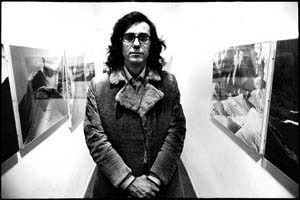
کریستو و ژان کلود

### ژوئن

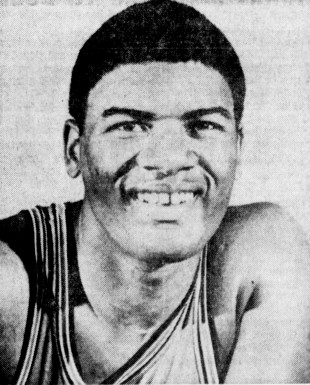
وس آنسلد
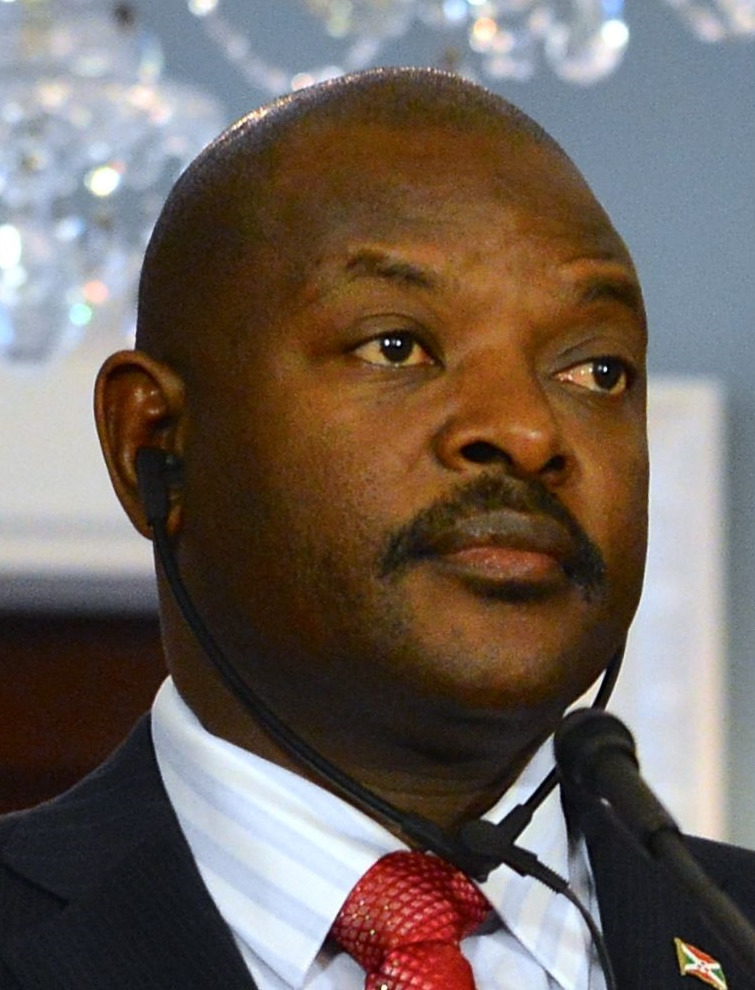
پیر انکورونزیزا
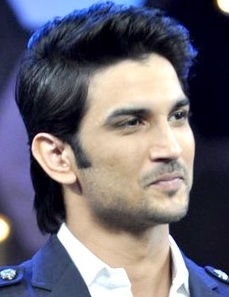
سوشانت سینگ راجپوت
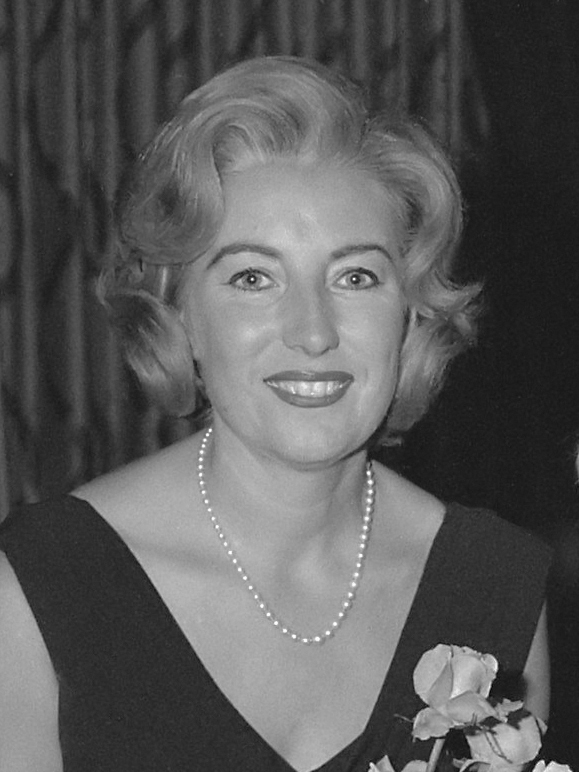
ویرا لین
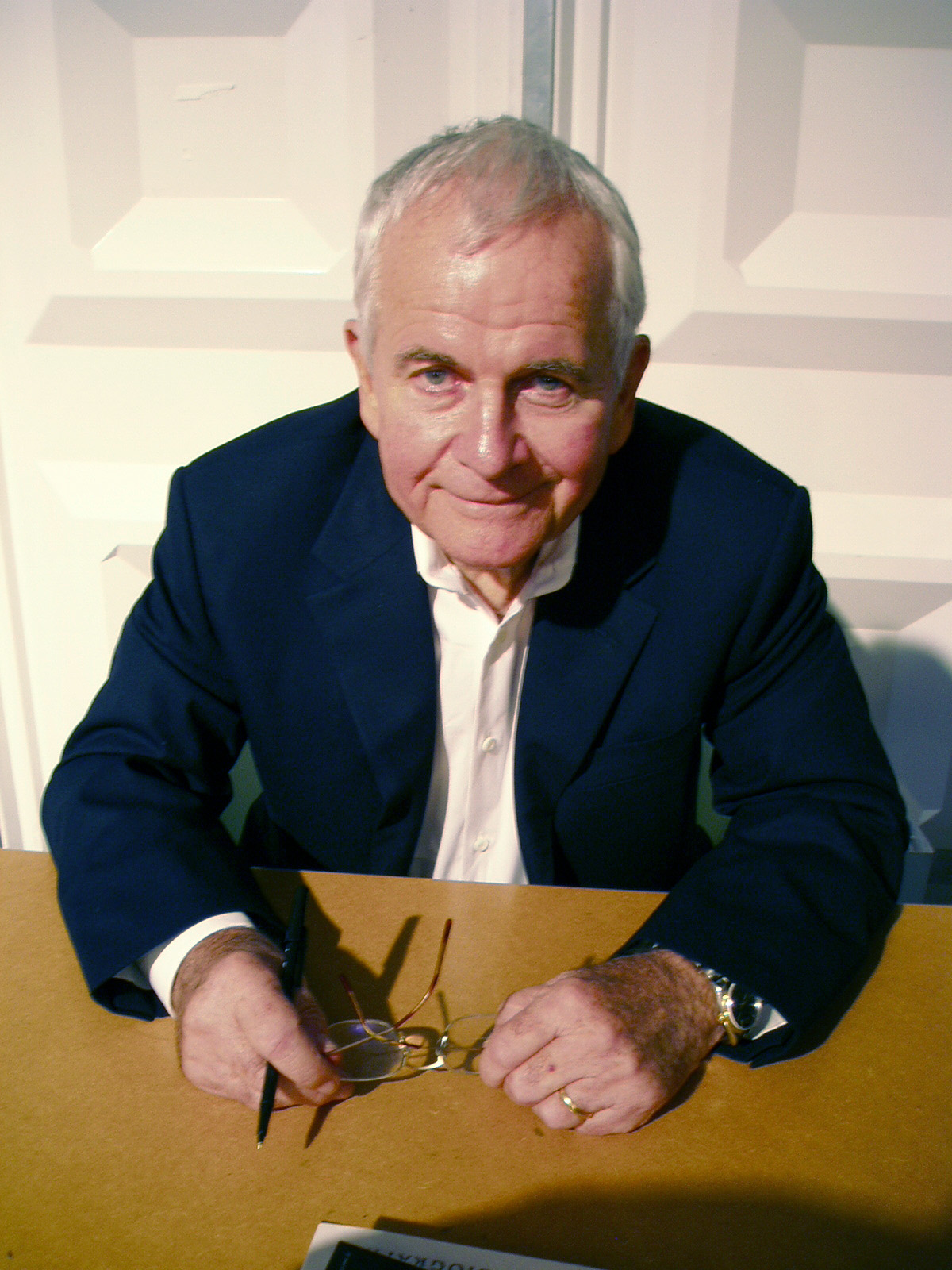
ایان هولم
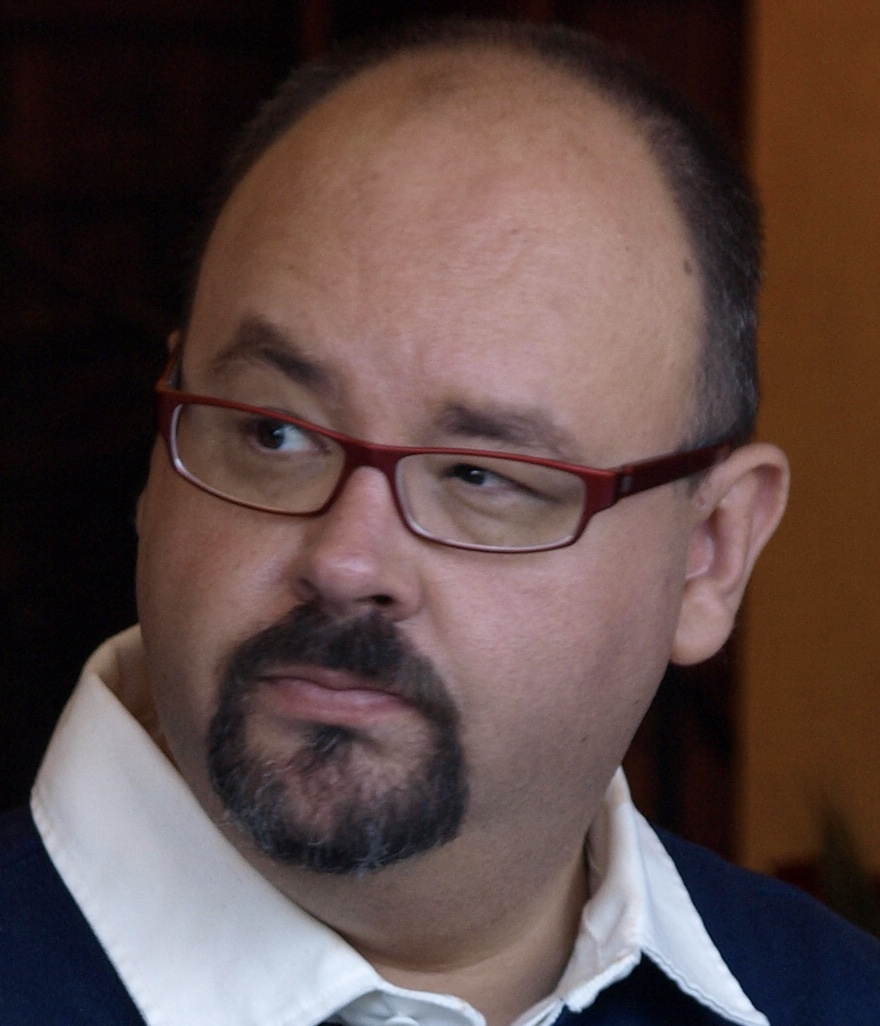
کارلوس رویز زافون
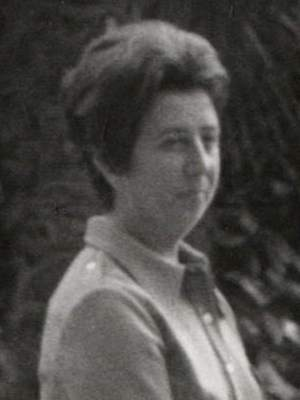
Ema Derossi-Bjelajac
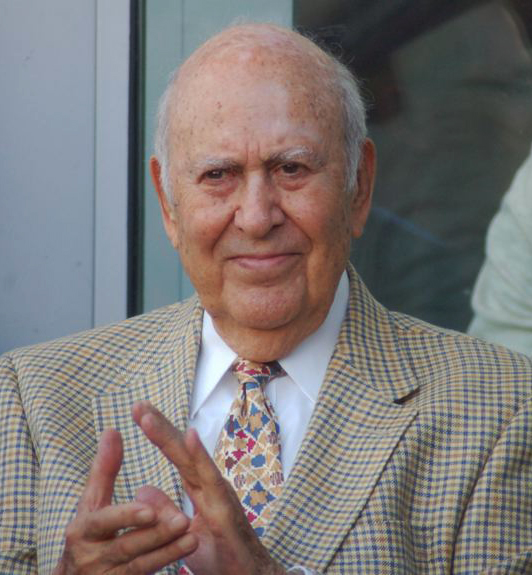
کارل راینر

### ژوئیه

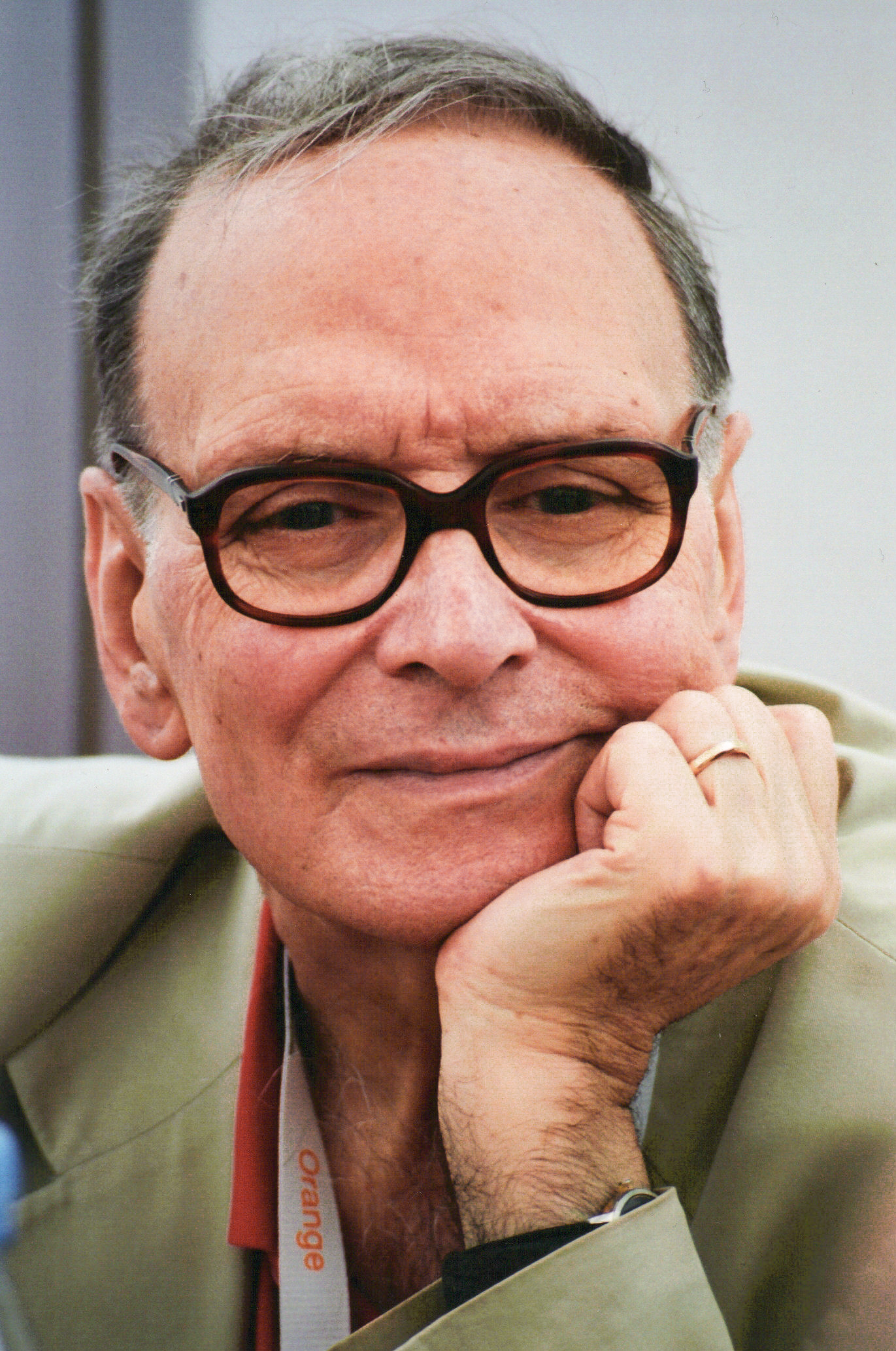
انیو موریکونه
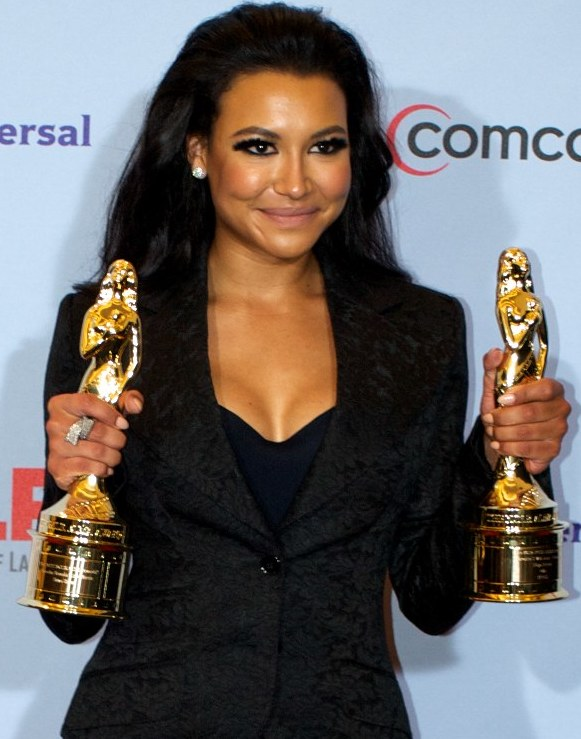
نایا ریورا
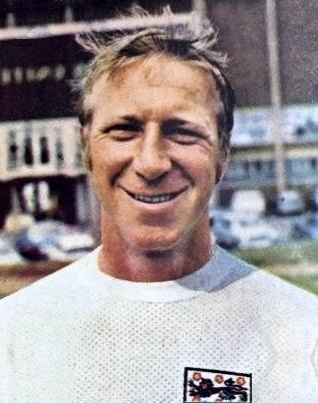
جک چارلتون
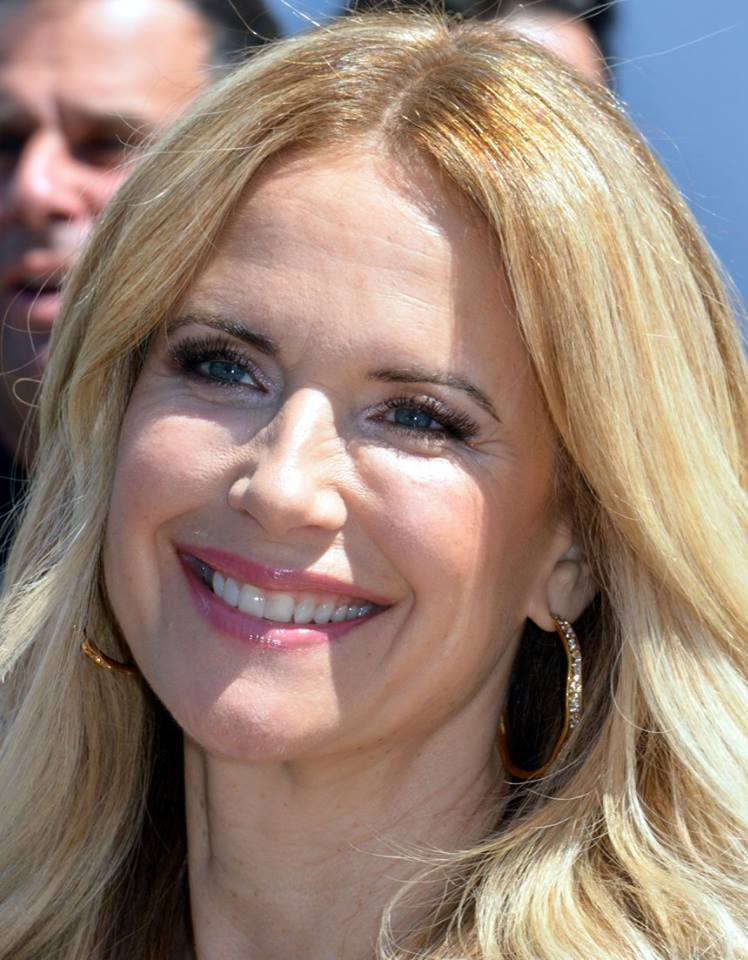
کلی پرستون
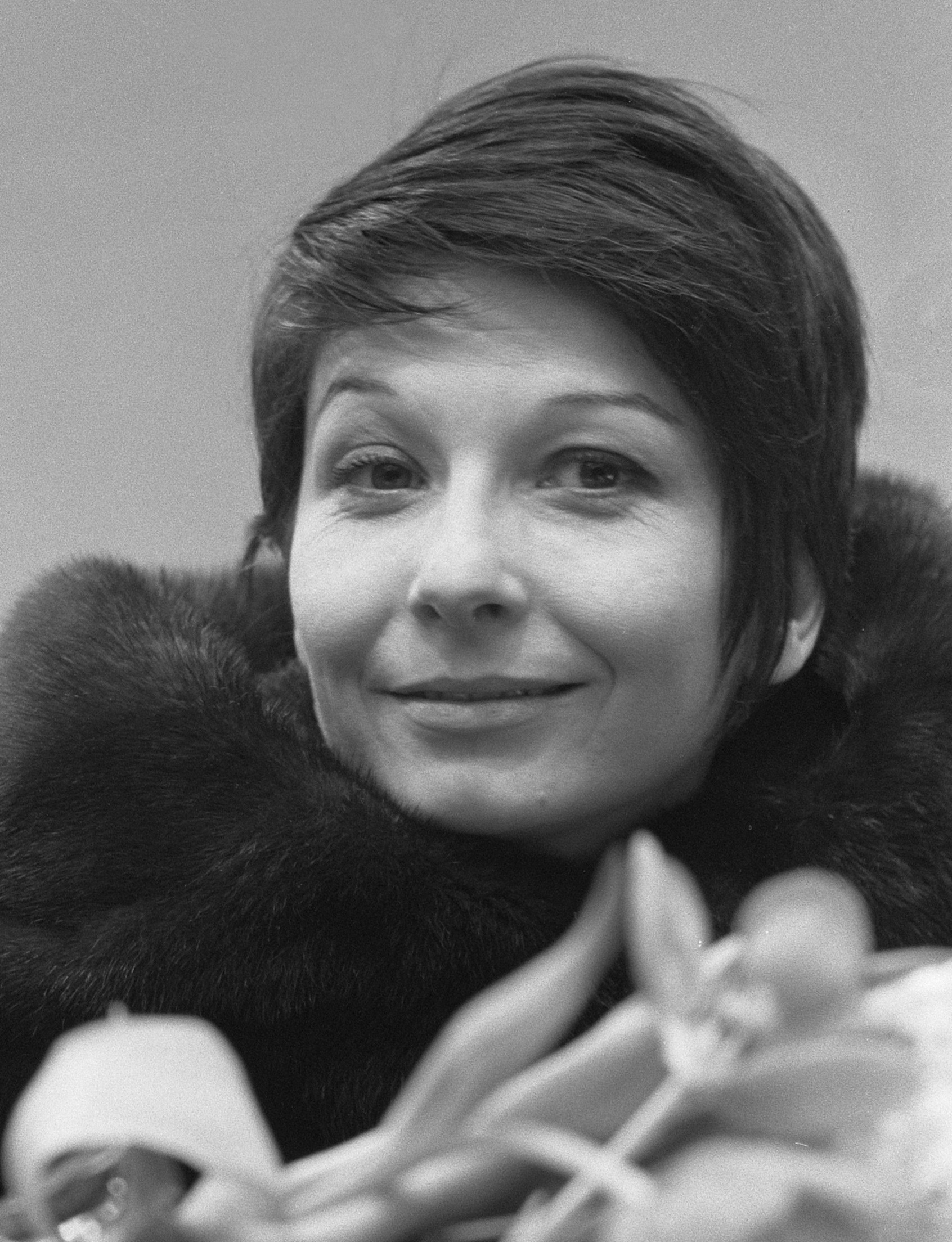
Zizi Jeanmaire
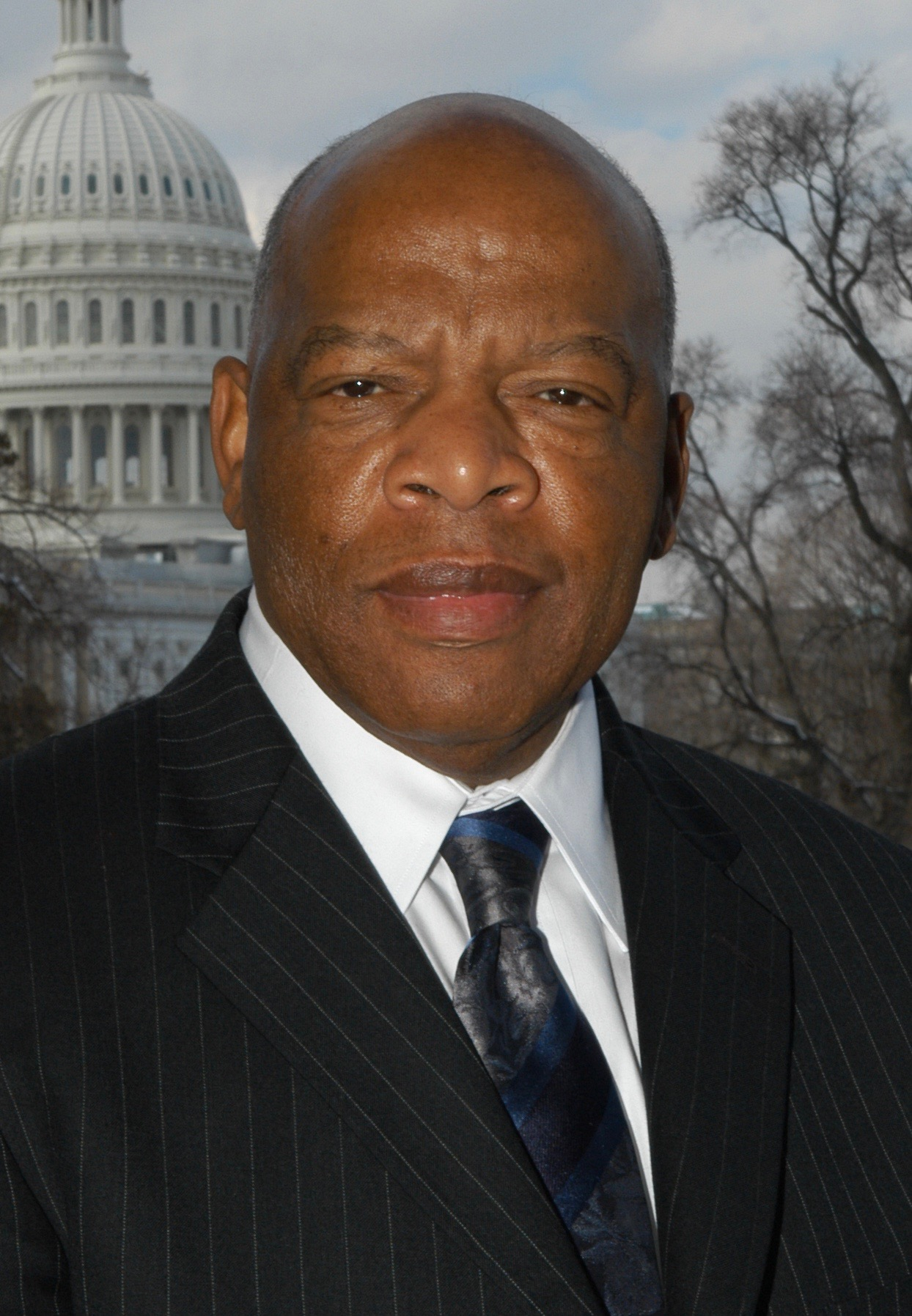
جان لویس

### اوت

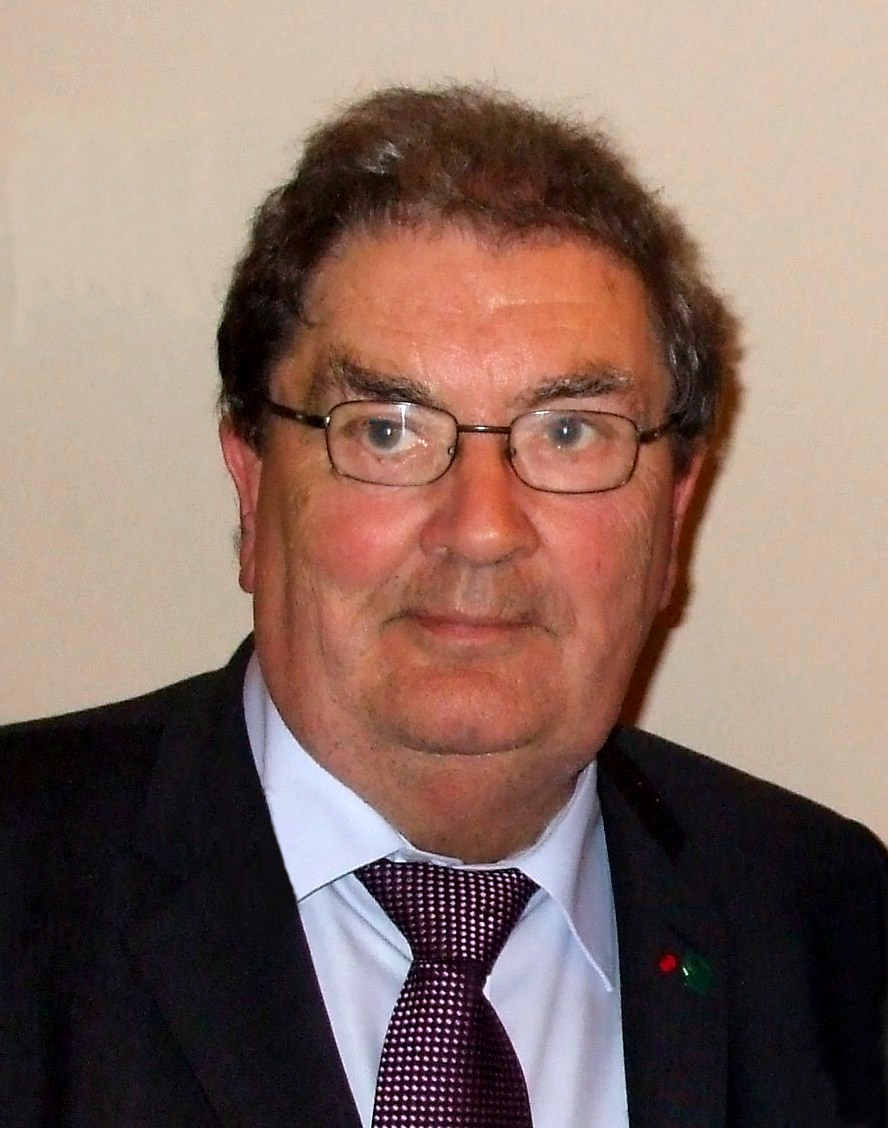
جان هیوم
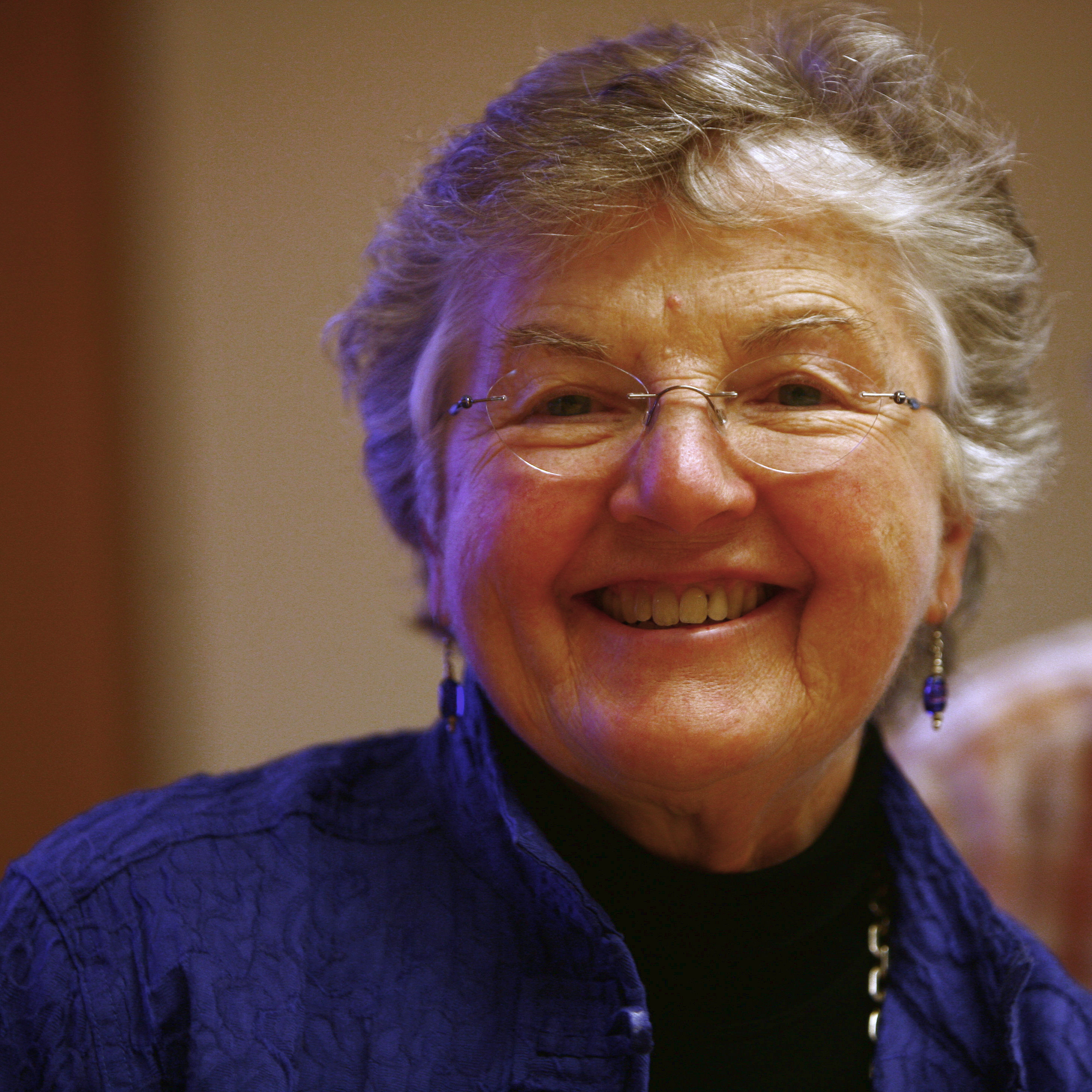
فرانسیس آلن
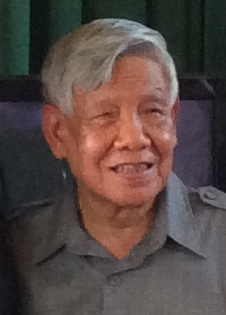
له خا فیو
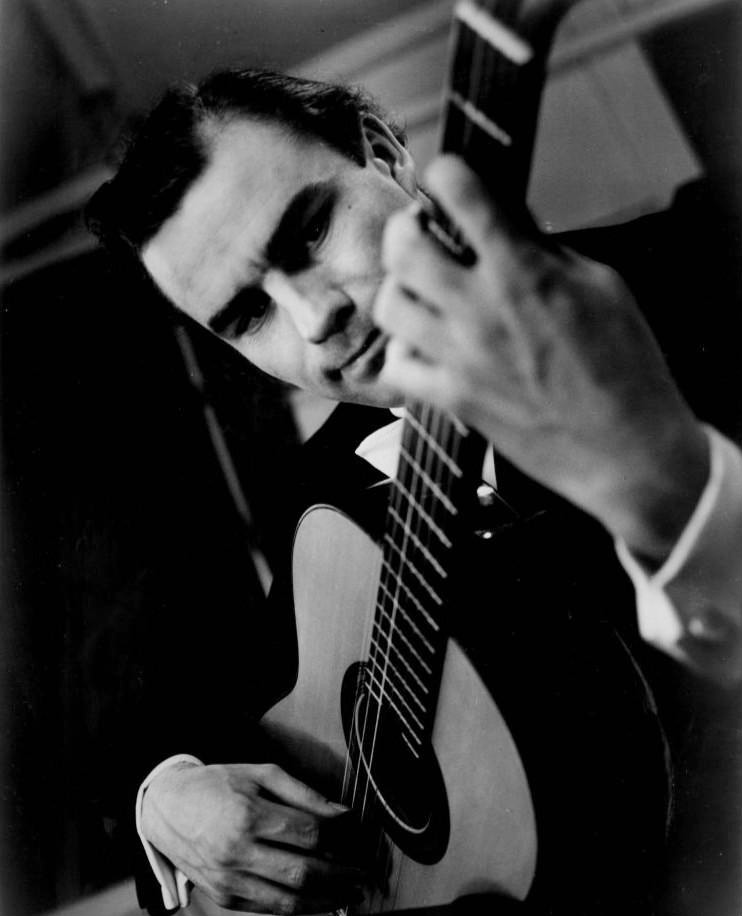
جولیان بریم
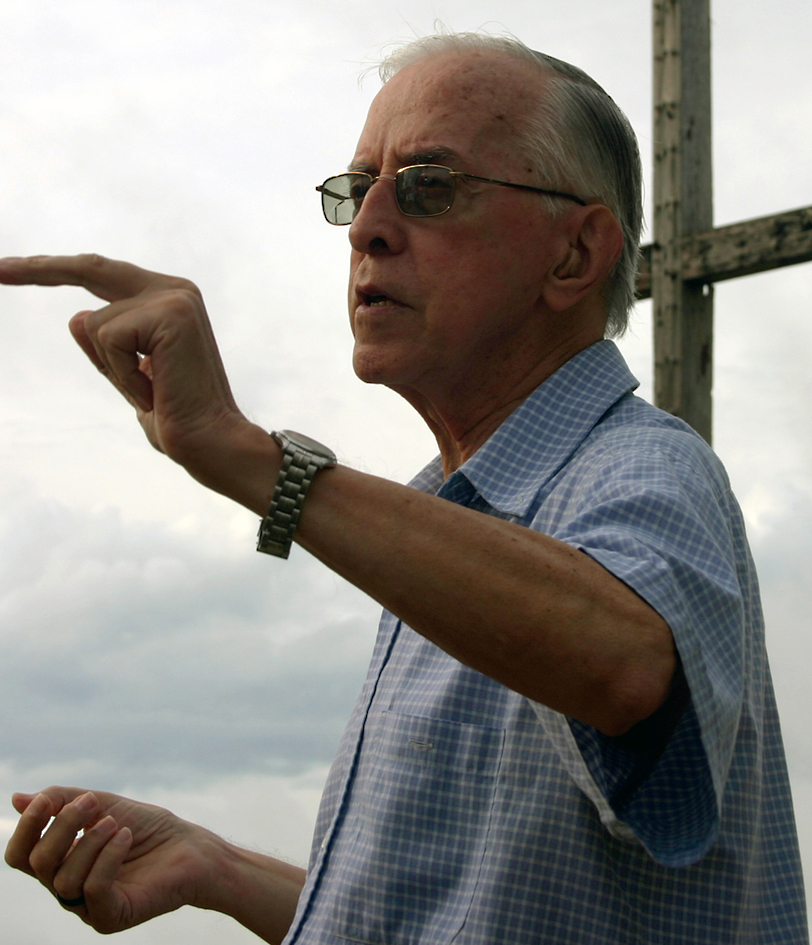
Pedro Casaldáliga
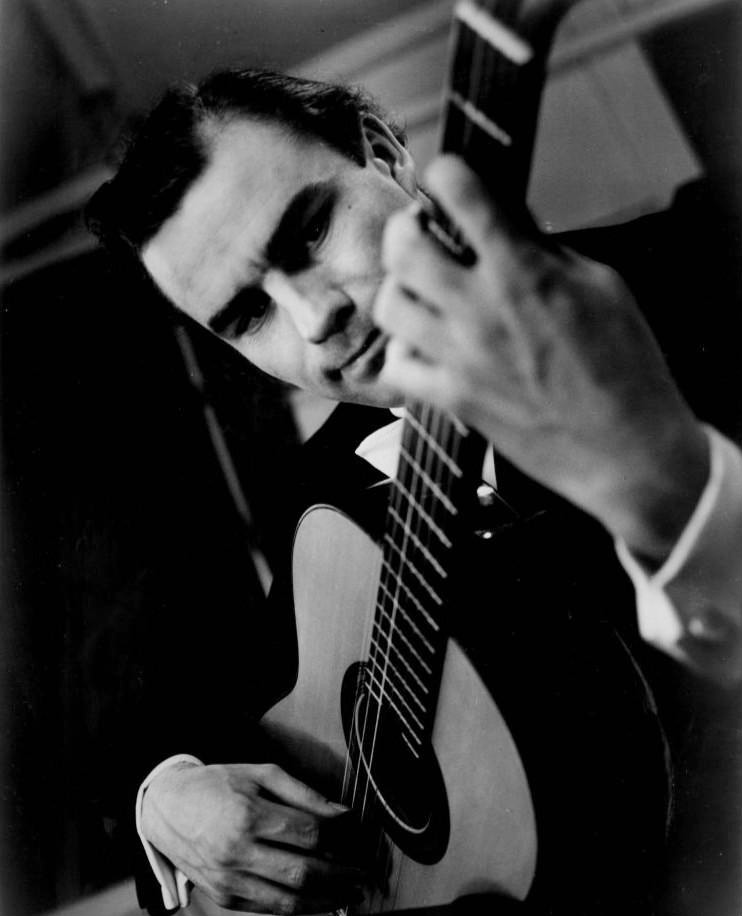
جولیان بریم

### سپتامبر

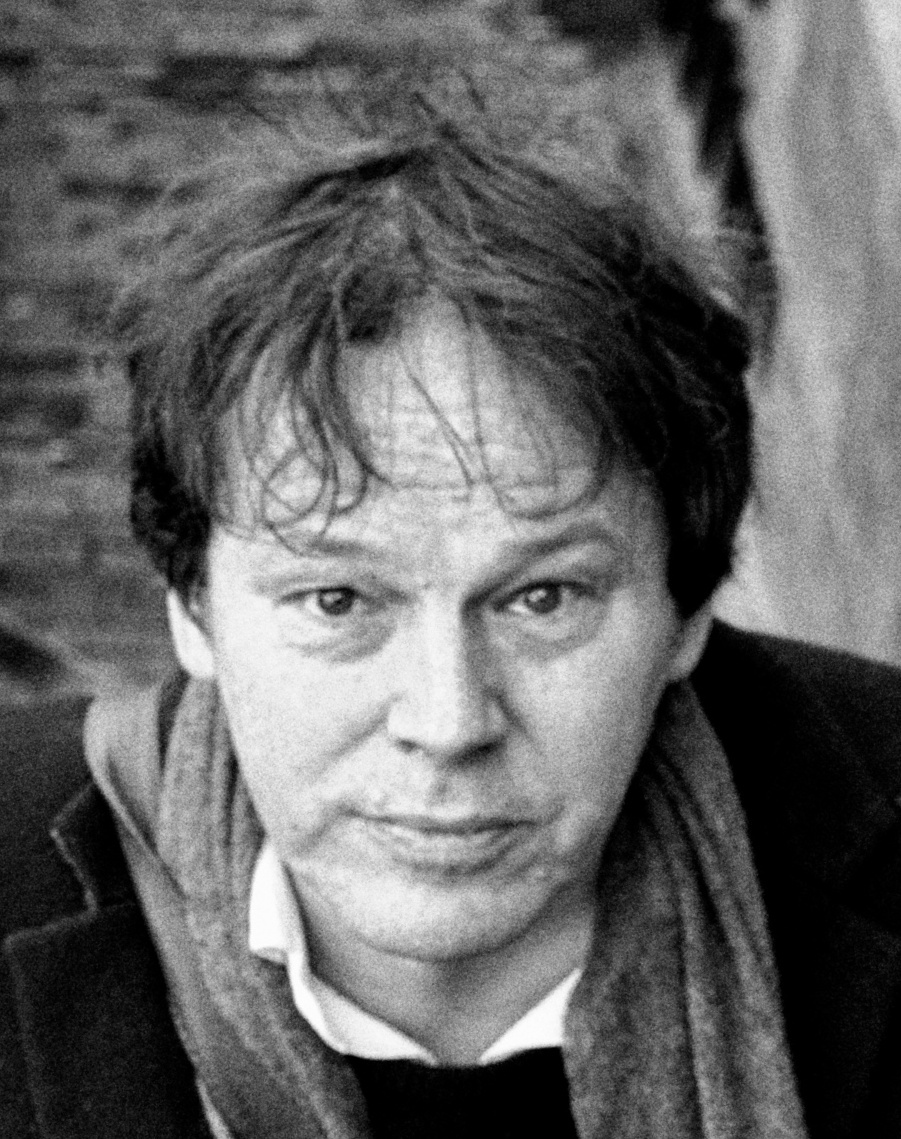
دیوید گریبر
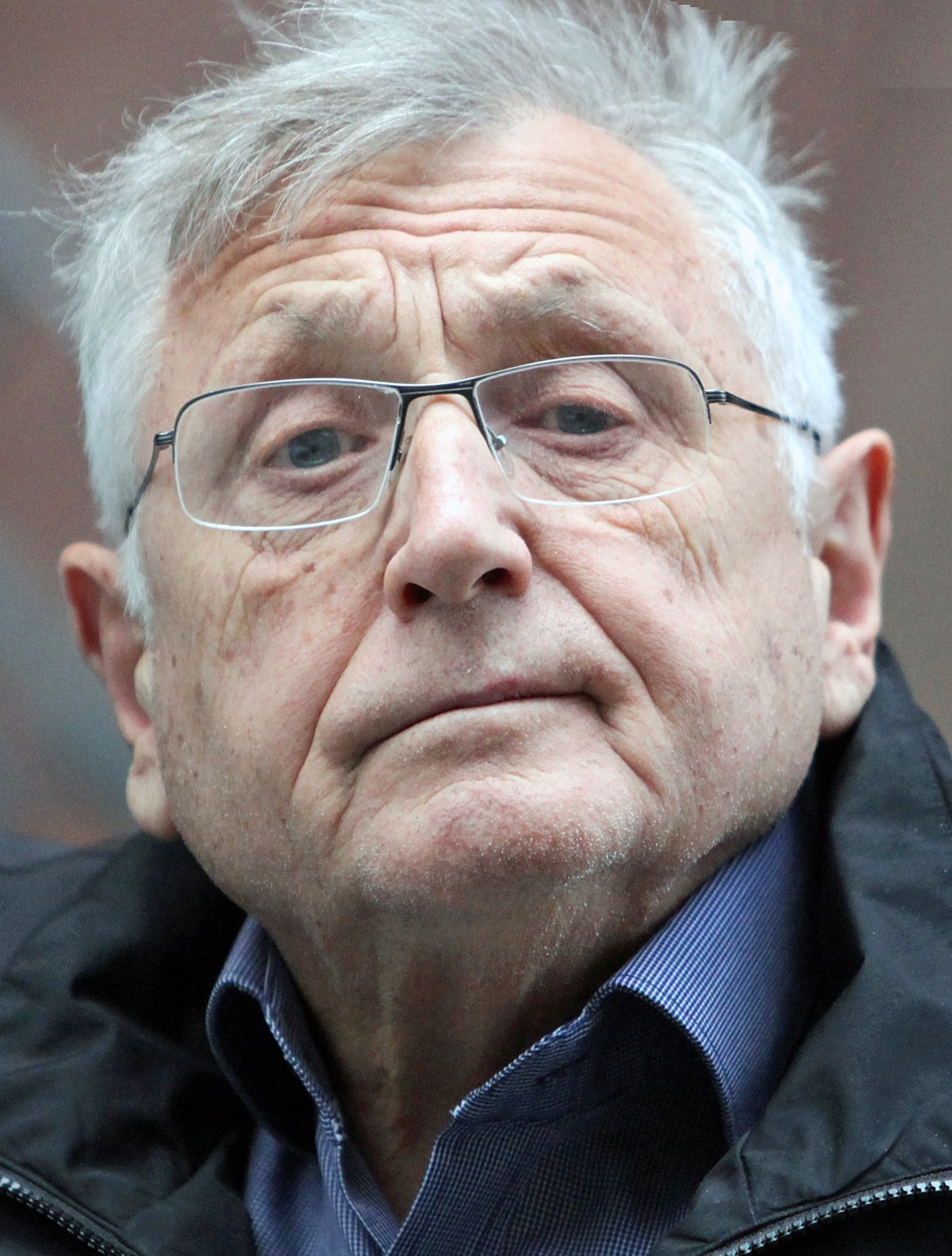
یرژی منتسل
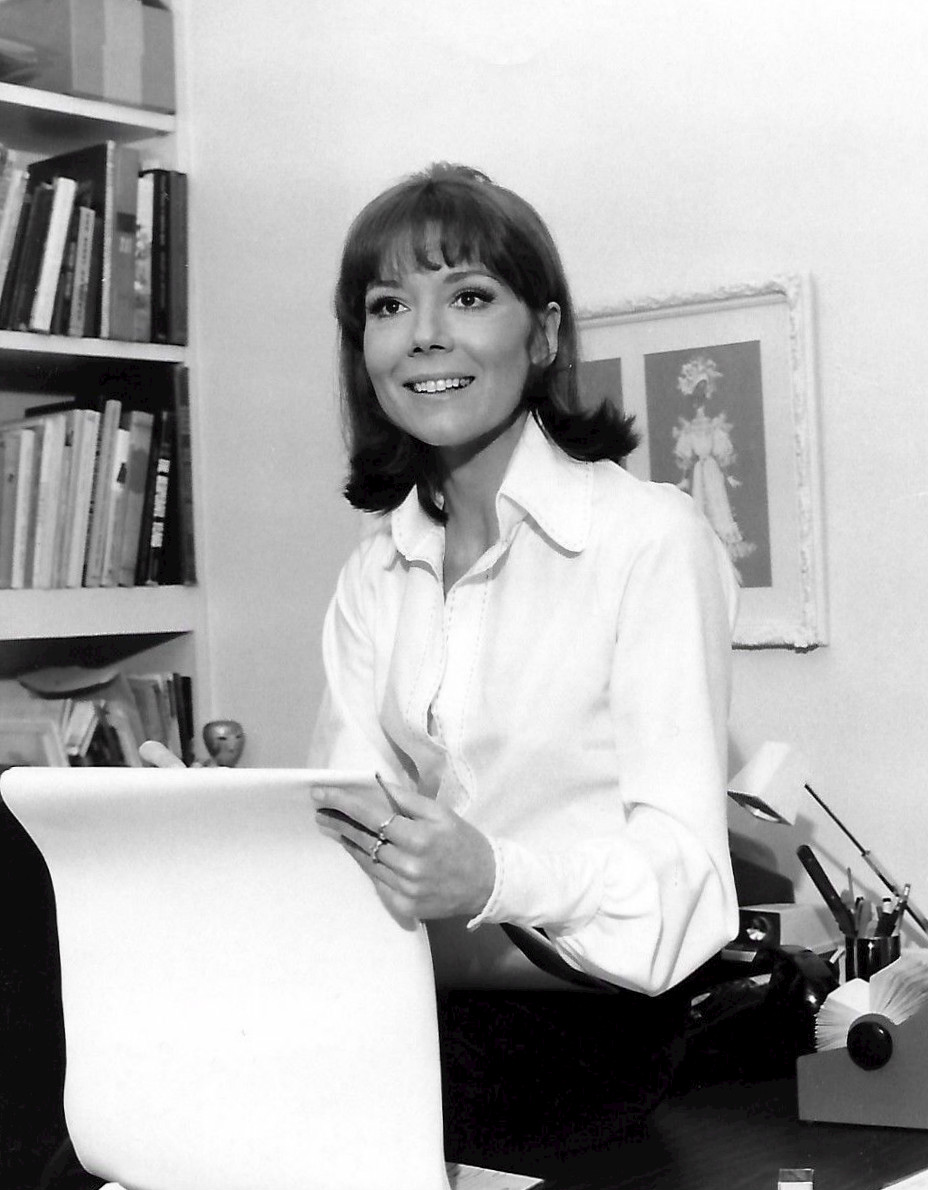
دایانا ریگ
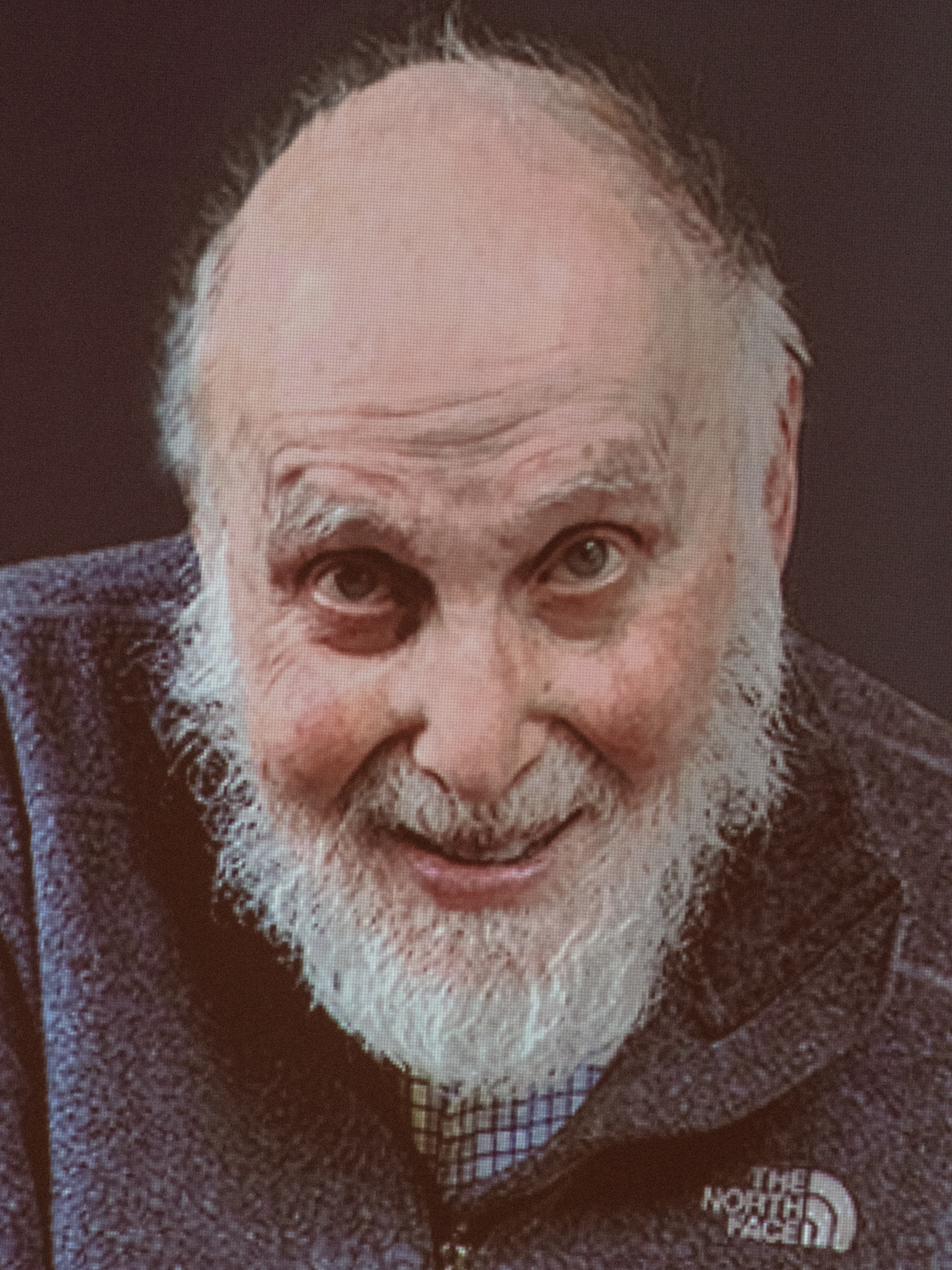
آرتور اشکین
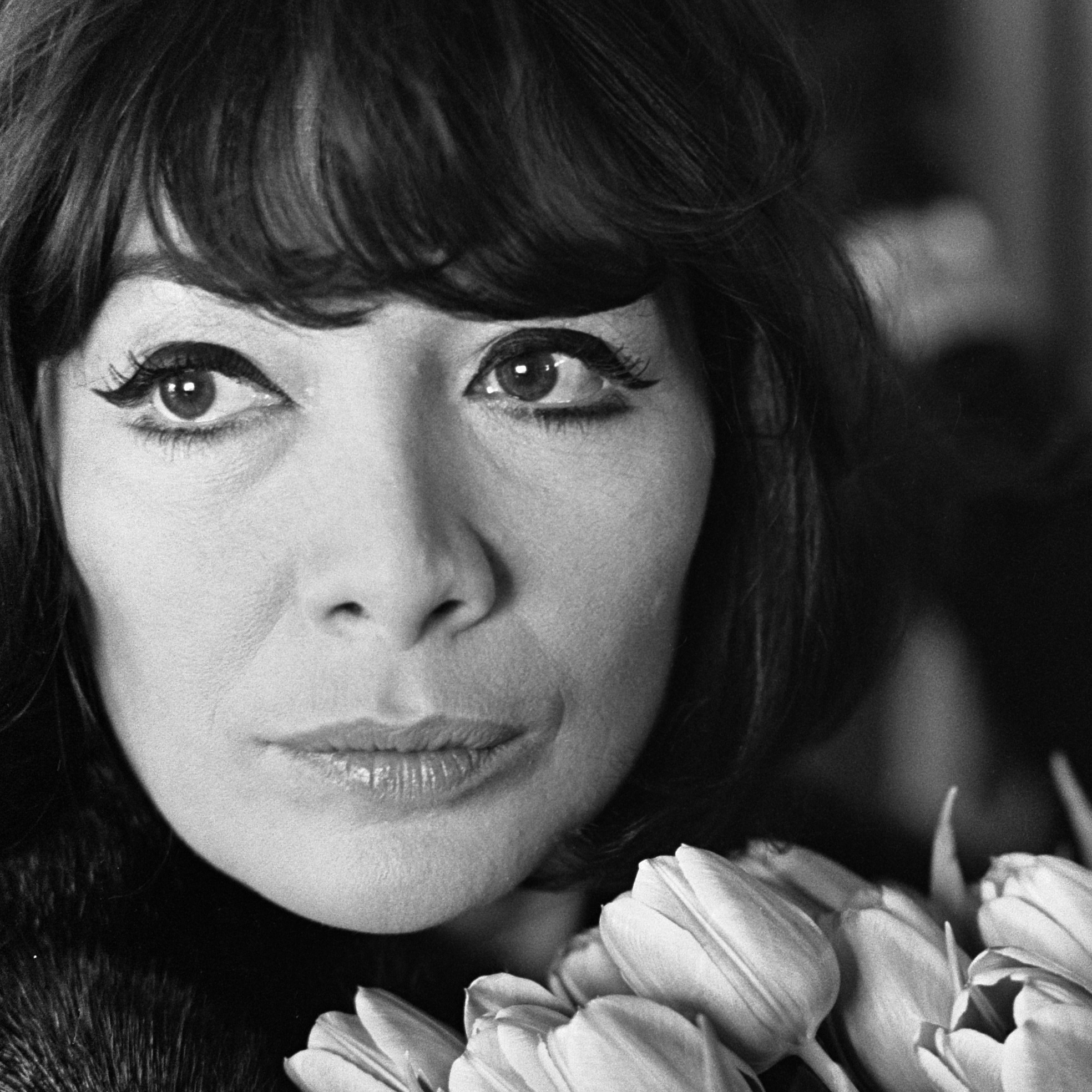
ژولیت گرکو
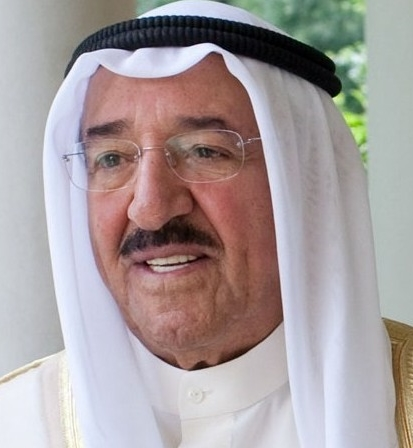
صباح احمد جابر صباح

### اکتبر

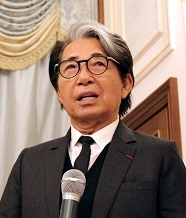
کنزو تاکادا
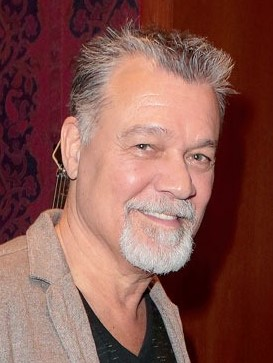
ادی ون هیلن
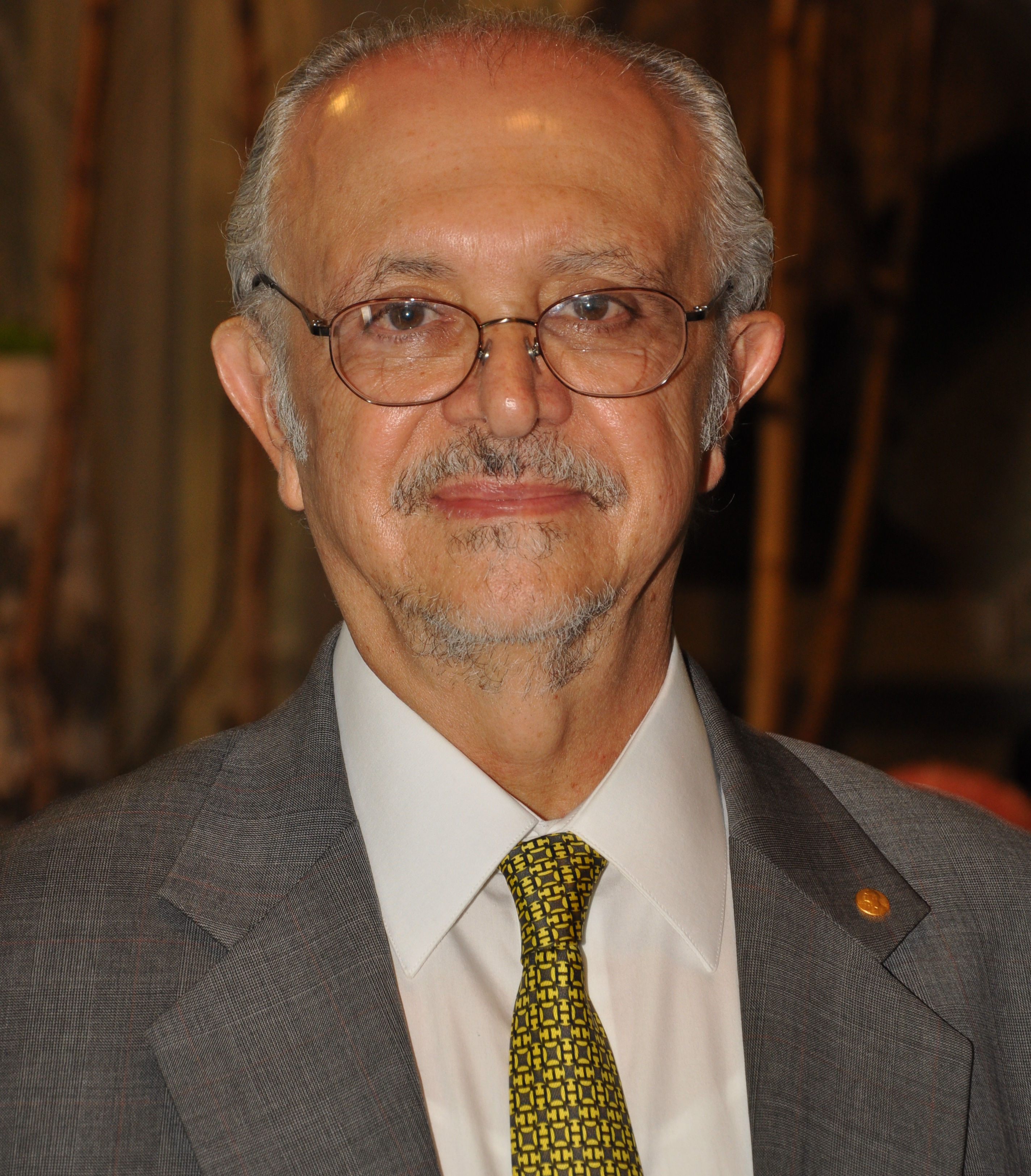
ماریو مولینا
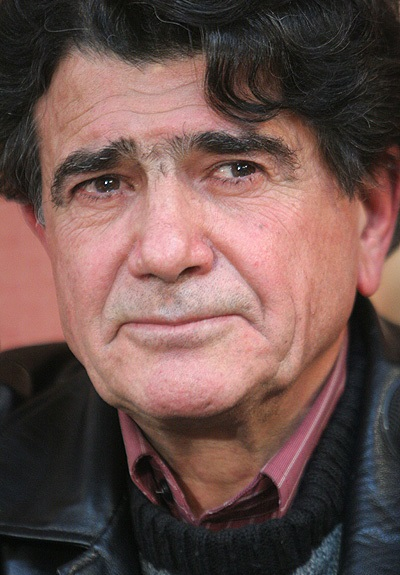
محمدرضا شجریان

### نوامبر

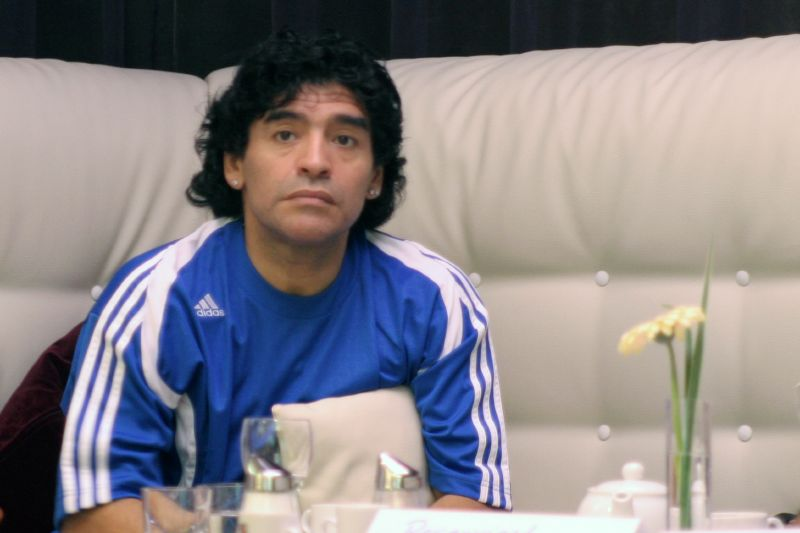
دیگو مارادونا